# Meyrueis

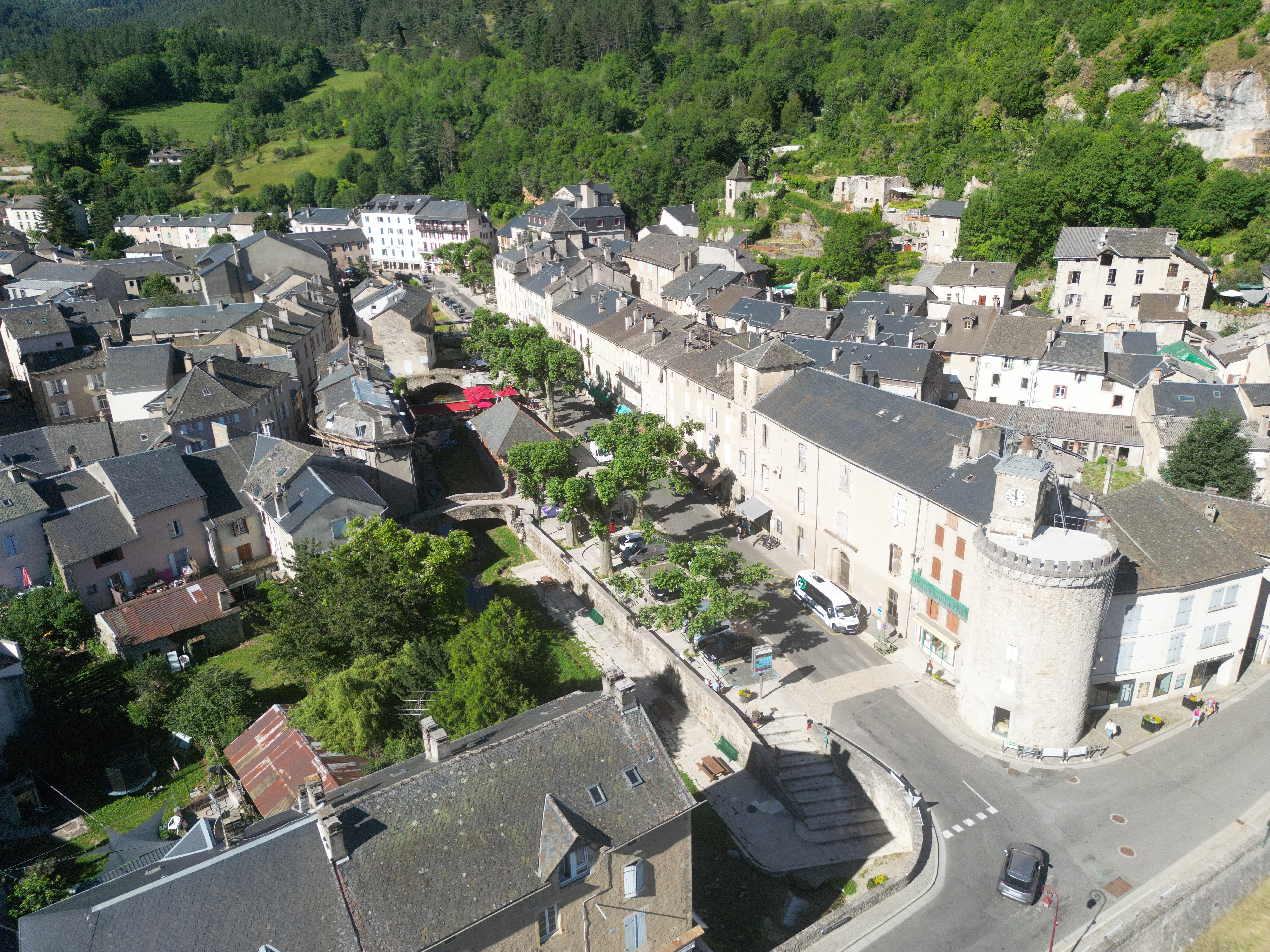
Rue principale avec la place Sully

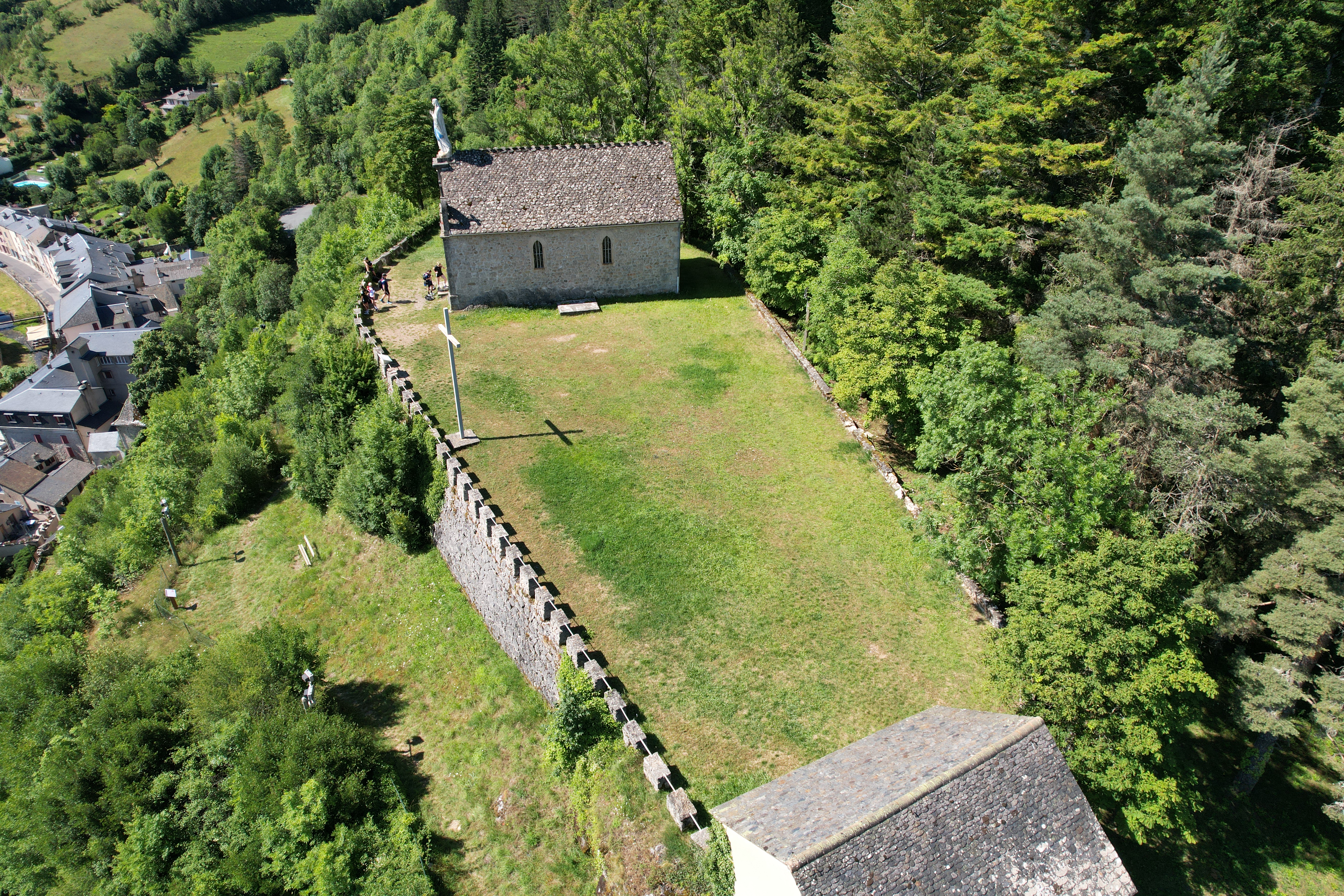
Chapelle "Notre Dame du Rocher" qui culmine à 70 mètres au dessus de Meyrueis

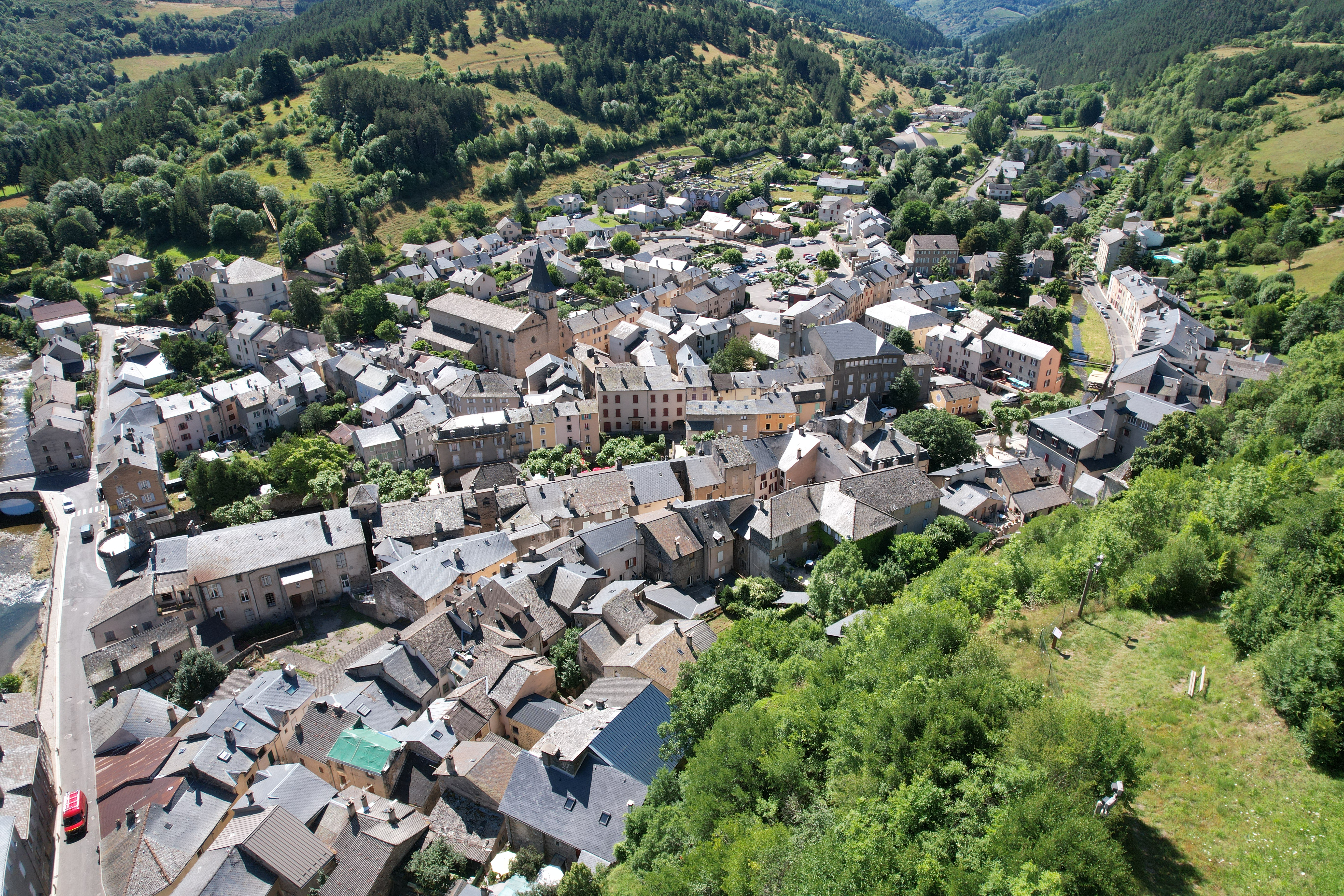
Vue aérienne de Meyrueis

Meyrueis [mɛʁɥɛs] est une commune française située dans le sud du département de la Lozère, en région Occitanie.
Meyrueis est la commune la plus méridionale du département. Avant le 1er juillet 2017, elle était aussi la commune la plus vaste de la Lozère.
Meyrueis est une commune rurale qui compte 778 habitants en 2022, après avoir connu un pic de population de 2 199 habitants en 1836.  Ses habitants sont appelés les Meyrueisiens ou  Meyrueisiennes.
Exposée à un climat de montagne, elle est drainée par l'Hérault, la Jonte, la Brèze, le Béthuzon et par divers autres petits cours d'eau. Incluse dans les Cévennes, la commune possède un patrimoine naturel remarquable : trois sites Natura 2000 (les « gorges de la Jonte », « les Cévennes » et les « gorges du Tarn et de la Jonte »), un espace protégé (« la Brèze ») et douze zones naturelles d'intérêt écologique, faunistique et floristique.
Depuis la Révolution française jusqu'en 2015, elle a été le chef-lieu du canton de Meyrueis.

## Géographie

### Localisation

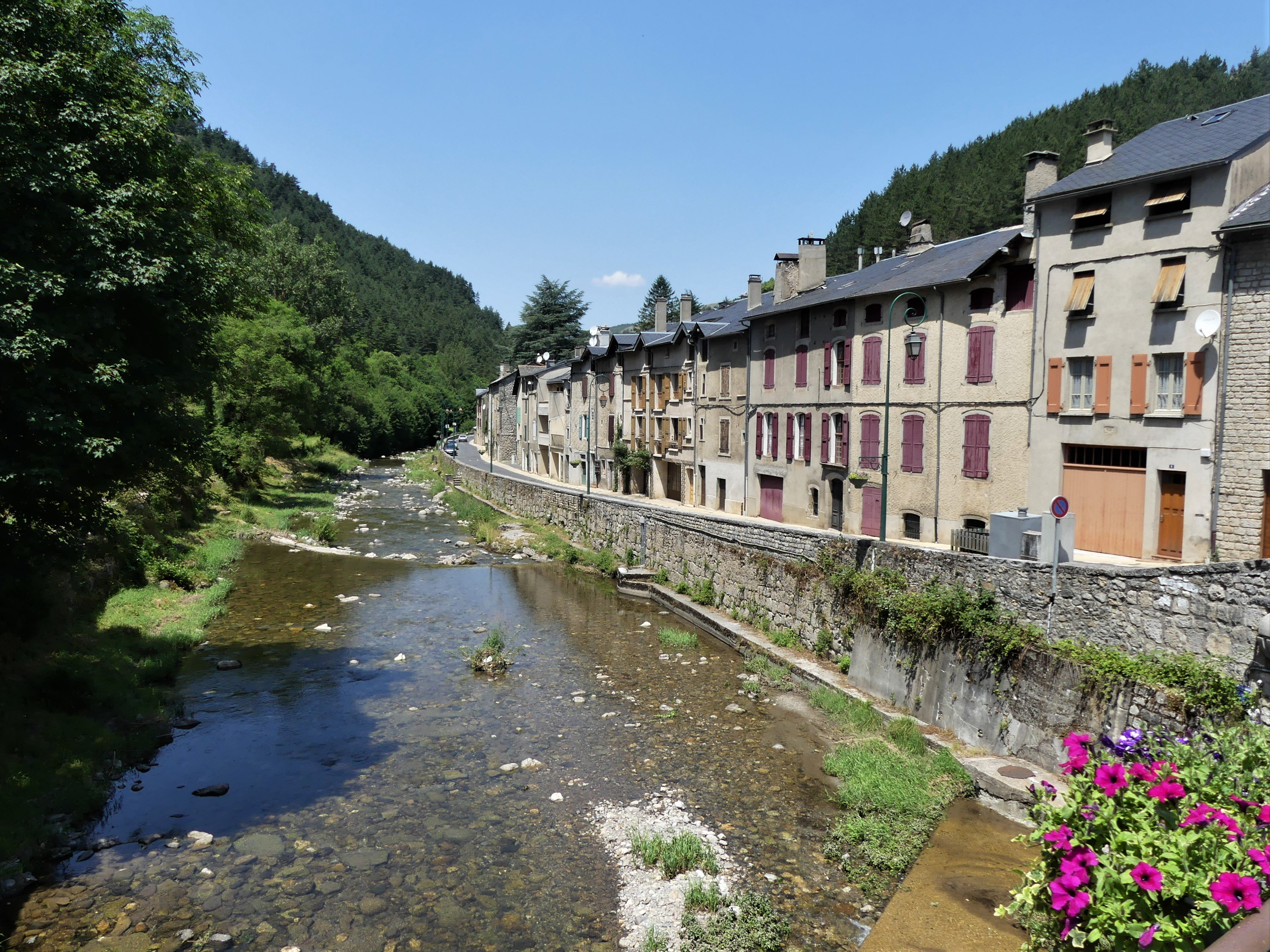
La Jonte à Meyrueis.

Dans le sud du département de la Lozère et limitrophe des départements de l'Aveyron et du Gard, la commune de Meyrueis est située entre les contreforts du mont Aigoual, au sud-est  et le causse Méjean, au nord. Elle marque ainsi la frontière entre la zone géographique des Grands Causses : causses Noir et Méjean, séparés par les gorges de la Jonte et les vallées cévenoles. À la périphérie du parc national des Cévennes et à proximité immédiate de sa zone centrale, le territoire communal  s'étire sur 104,68 km2, soit une superficie comparable à la ville de Paris, délimitant une zone de 25 kilomètres de long pour 10 kilomètres de large. Il est arrosé par la Jonte et ses deux affluents : la Brèze et le Béthuzon.
L'altitude minimale, 611 mètres, se trouve localisée à l'extrême nord-ouest, là où la Jonte quitte la commune et sert de limite entre celles de Hures-la-Parade et de Veyreau. L'altitude maximale avec 1 562 ou 1 565 mètres est située à l'extrême sud-est, au Portalet, sommet qui sert de limite avec les communes de Bassurels et Gatuzières.

### Communes limitrophes
Meyrueis est limitrophe de sept autres communes, dont trois dans le Gard et une dans l'Aveyron.
|                   | Hures-la-Parade               |                                 |
| Veyreau (Aveyron) | Meyrueis                      | Gatuzières                      |
| Lanuéjols (Gard)  | Saint-Sauveur-Camprieu (Gard) | Bassurels, Val-d'Aigoual (Gard) |

### Climat
Pour des articles plus généraux, voir Climat de l'Occitanie et Climat de la Lozère.
En 2010, le climat de la commune est de type climat des marges montargnardes, selon une étude s'appuyant sur une série de données couvrant la période 1971-2000. En 2020, Météo-France publie une typologie des climats de la France métropolitaine dans laquelle la commune est exposée à un climat de montagne ou de marges de montagne et est dans la région climatique Sud-est du Massif Central, caractérisée par une pluviométrie annuelle de 1 000 à 1 500 mm, minimale en été, maximale en automne.
Pour la période 1971-2000, la température annuelle moyenne est de 10 °C, avec une amplitude thermique annuelle de 15,8 °C. Le cumul annuel moyen de précipitations est de 1 162 mm, avec 10,4 jours de précipitations en janvier et 5,1 jours en juillet. Pour la période 1991-2020, la température moyenne annuelle observée sur la station météorologique la plus proche, située sur la commune de Gatuzières à 5 km à vol d'oiseau, est de 9,9 °C et le cumul annuel moyen de précipitations est de 947,4 mm,. Pour l'avenir, les paramètres climatiques de la commune estimés pour 2050 selon différents scénarios d’émission de gaz à effet de serre sont consultables sur un site dédié publié par Météo-France en novembre 2022.

## Urbanisme

### Typologie
Au 1er janvier 2024, Meyrueis est catégorisée commune rurale à habitat dispersé, selon la nouvelle grille communale de densité à sept niveaux définie par l'Insee en 2022.
Elle est située hors unité urbaine et hors attraction des villes,.

### Occupation des sols
L'occupation des sols de la commune, telle qu'elle ressort de la base de données européenne d’occupation biophysique des sols Corine Land Cover (CLC), est marquée par l'importance des forêts et milieux semi-naturels (91,2 % en 2018), une proportion sensiblement équivalente à celle de 1990 (91 %). La répartition détaillée en 2018 est la suivante : 
forêts (47,9 %), milieux à végétation arbustive et/ou herbacée (40 %), zones agricoles hétérogènes (6,1 %), espaces ouverts, sans ou avec peu de végétation (3,3 %), terres arables (1,7 %), prairies (0,7 %), zones urbanisées (0,3 %). L'évolution de l’occupation des sols de la commune et de ses infrastructures peut être observée sur les différentes représentations cartographiques du territoire : la carte de Cassini (XVIIIe siècle), la carte d'état-major (1820-1866) et les cartes ou photos aériennes de l'IGN pour la période actuelle (1950 à aujourd'hui).

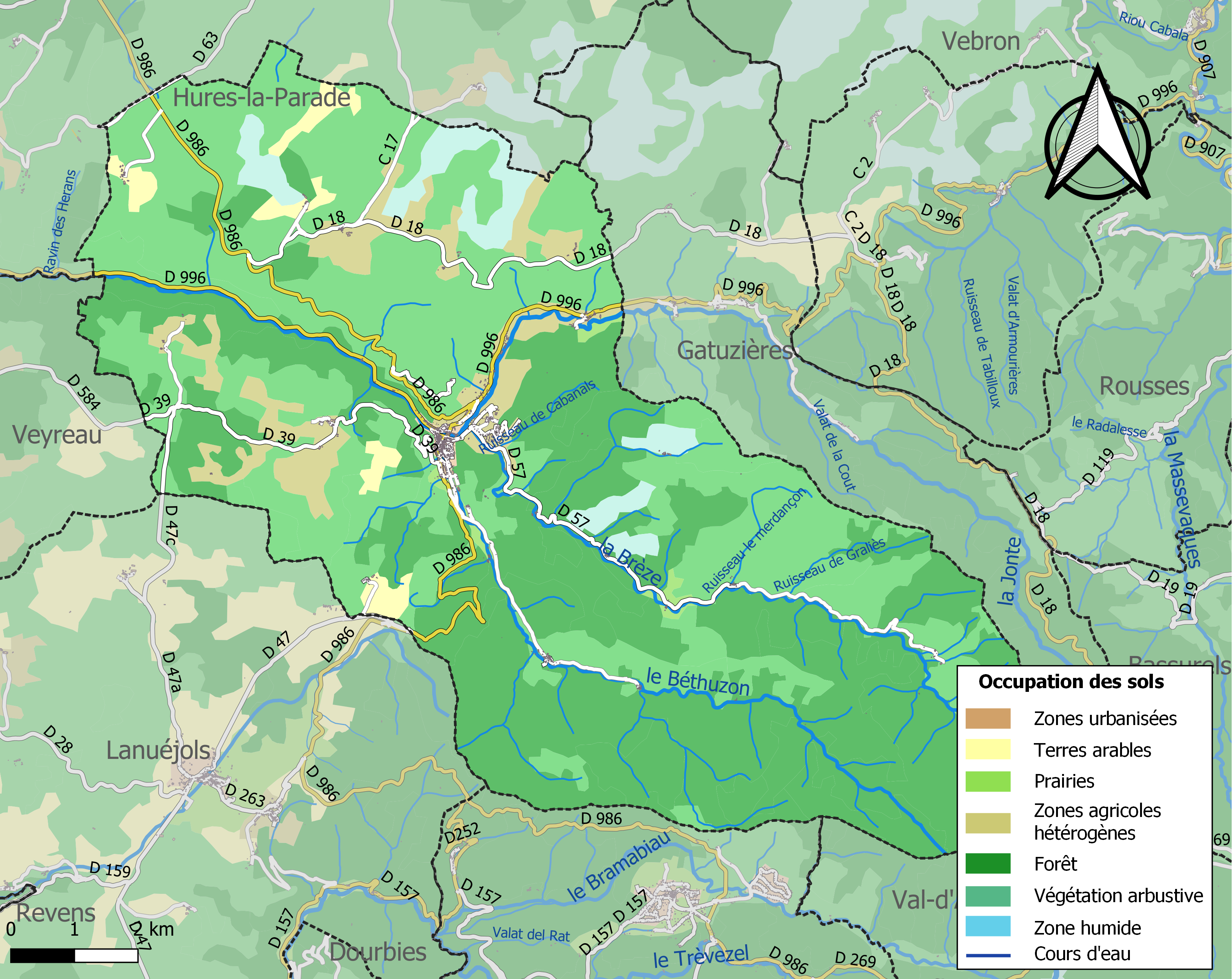
Carte des infrastructures et de l'occupation des sols de la commune en 2018 (CLC).

### Voies de communications et transports
Au confluent de la Jonte avec la Brèze et le Béthuzon et à l'intersection des routes départementales (RD) 986 et 996, le bourg de Meyrueis est situé, en distances orthodromiques, vingt-cinq kilomètres au nord-ouest du Vigan et trente kilomètres à l'est-nord-est de Millau.
La commune est également desservie par la RD 18.
Le territoire communal est parcouru par plusieurs sentiers de grande randonnée :
- entre Hures-la-Parade et le mont Aigoual, le GR 6 traverse la commune du nord-ouest au sud-est sur une vingtaine de kilomètres, passant au bourg de Meyrueis et en contrebas du château de Roquedols ;
- au départ du bourg de Meyrueis, plusieurs autres sentiers de randonnée concernent le territoire communal : la variante GR 6A emprunte la voie des crêtes au nord de la vallée du Béthuzon sur environ douze kilomètres ; sur huit kilomètres, le GR 62A passe à proximité de la grotte de Dargilan et se dirige vers la commune de Veyreau ; sur huit kilomètres le GR 66 passe par la voie des crêtes au nord de la vallée de la Brèze ;
- au sud-est, le GR 60 traverse la commune du nord vers le sud-ouest sur un peu plus de deux kilomètres et au sud, sur la voie des crêtes de la vallée du Béthuzon, le GR 62 borde le territoire communal sur un demi-kilomètre en limite de la commune de Lanuéjols.

### Risques majeurs
Le territoire de la commune de Meyrueis est vulnérable à différents aléas naturels : météorologiques (tempête, orage, neige, grand froid, canicule ou sécheresse), inondations, feux de forêts, mouvements de terrains et séisme (sismicité faible). Il est également exposé à un risque particulier : le risque de radon. Un site publié par le BRGM permet d'évaluer simplement et rapidement les risques d'un bien localisé soit par son adresse soit par le numéro de sa parcelle.

#### Risques naturels
Certaines parties du territoire communal sont susceptibles d’être affectées par le risque d’inondation par débordement de cours d'eau, notamment l'Hérault, la Jonte, la Brèze et le Béthuzon. La commune a été reconnue en état de catastrophe naturelle au titre des dommages causés par les inondations et coulées de boue survenues en 1982, 1994 et 2003,.
Meyrueis est exposée au risque de feu de forêt. Un plan départemental de protection des forêts contre les incendies (PDPFCI) a été approuvé en décembre 2014 pour la période 2014-2023. Les mesures individuelles de prévention contre les incendies sont précisées par divers arrêtés préfectoraux et s’appliquent dans les zones exposées aux incendies de forêt et à moins de 200 mètres de celles-ci. L’arrêté du 23 mars 2018, complété par un arrêté de 2020, réglemente l'emploi du feu en interdisant notamment d’apporter du feu, de fumer et de jeter des mégots de cigarette dans les espaces sensibles et sur les voies qui les traversent sous peine de sanctions. L'arrêté du 23 août 2021, abrogeant un arrêté de 2002, rend le débroussaillement obligatoire, incombant au propriétaire ou ayant droit,,.

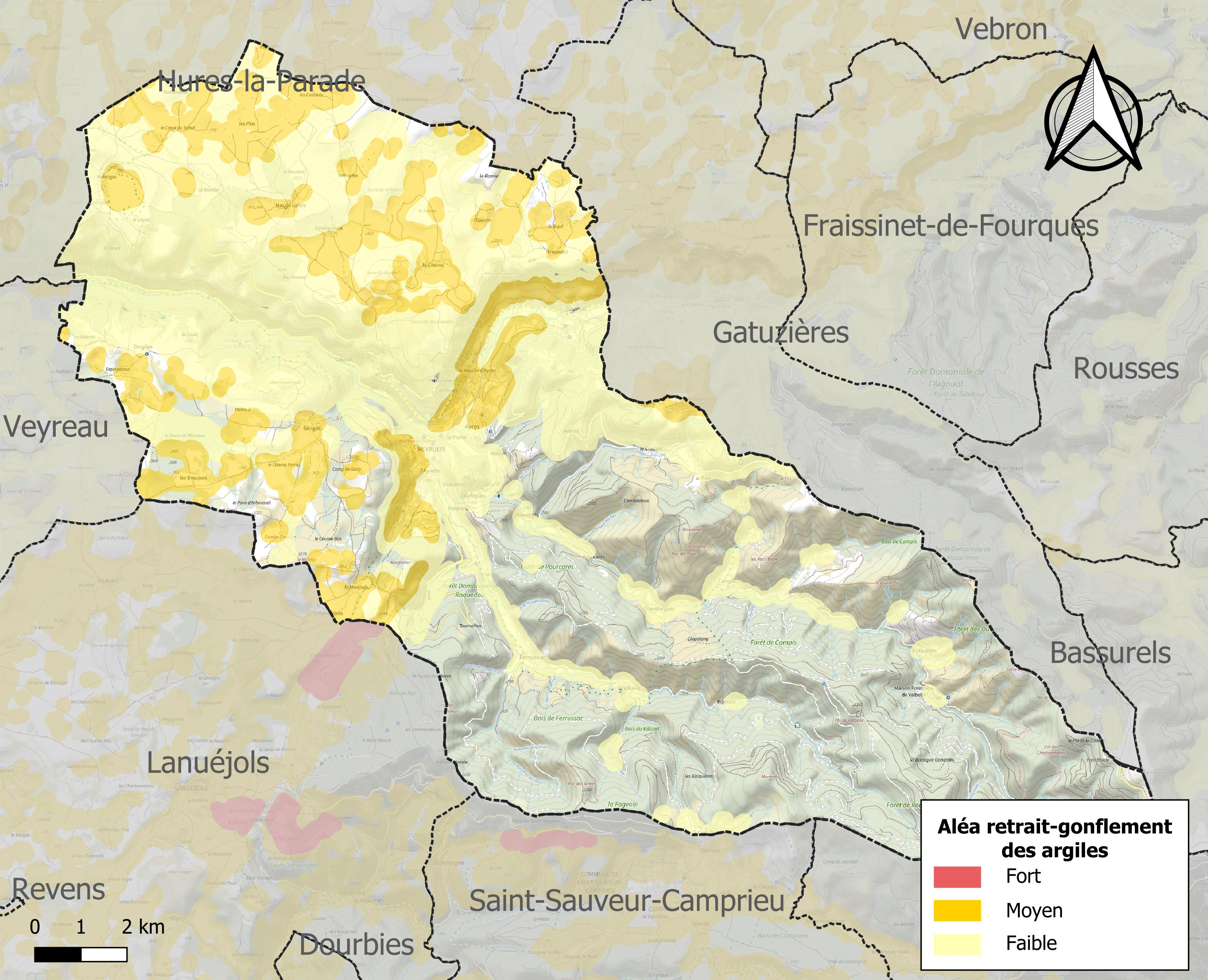
Carte des zones d'aléa retrait-gonflement des sols argileux de Meyrueis.

Les mouvements de terrains susceptibles de se produire sur la commune sont des affaissements et effondrements liés aux cavités souterraines (hors mines), des éboulements, chutes de pierres et de blocs, des glissements de terrain et des tassements différentiels. Par ailleurs, afin de mieux appréhender le risque d’affaissement de terrain, l'inventaire national des cavités souterraines permet de localiser celles situées sur la commune.
Le retrait-gonflement des sols argileux est susceptible d'engendrer des dommages importants aux bâtiments en cas d’alternance de périodes de sécheresse et de pluie. 16 % de la superficie communale est en aléa moyen ou fort (15,8 % au niveau départemental et 48,5 % au niveau national). Sur les 544 bâtiments dénombrés sur la commune en 2019,  102 sont en aléa moyen ou fort, soit 19 %, à comparer aux 14 % au niveau départemental et 54 % au niveau national. Une cartographie de l'exposition du territoire national au retrait gonflement des sols argileux est disponible sur le site du BRGM,.
Par ailleurs, afin de mieux appréhender le risque d’affaissement de terrain, l'inventaire national des cavités souterraines permet de localiser celles situées sur la commune.

#### Risque particulier
Dans plusieurs parties du territoire national, le radon, accumulé dans certains logements ou autres locaux, peut constituer une source significative d’exposition de la population aux rayonnements ionisants. Certaines communes du département sont concernées par le risque radon à un niveau plus ou moins élevé. Selon la classification de 2018, la commune de Meyrueis est classée en zone 3, à savoir zone à potentiel radon significatif.

## Toponymie
L'étymologie la plus probable de Meyrueis provient certainement de la situation de la ville au confluent de plusieurs cours d'eau : la Jonte, le Béthuzon et la Brèze. En occitan, Meyrueis signifierait ainsi « mélange de cours d'eau », de mesclar (mélanger) + rius (cours d'eau). On trouve aussi parfois la variante latine Midiis riviis, « au milieu des ruisseaux ». D'autres versions, moins fréquentes, évoquent la nature de ses sols (Marogium, « lieu marécageux ») ou un ancien propriétaire gallo-romain (Maurus). La racine initiale "Meyr-" pourrait aussi avoir un lien avec une voie de transhumance (page linguistique développant l'étude de cette racine Meyre dans la toponymie).
En occitan, la commune porte le nom de Maruèis.

## Histoire

### De la Préhistoire aux Gallo-romains
Les premières traces d'un habitat permanent dans le vallon de Meyrueis remontent à la fin de la Préhistoire. La région est partagée entre différents peuples celtes : Gabales sur le causse Méjean, Rutènes vers Le Rozier et sur le causse Noir, Volques Arécomiques entre Meyrueis, le mont Aigoual et Nemausus (Nîmes). L'agglomération meyrueisienne elle-même n'apparaît qu'au début de l'ère chrétienne sur une terrasse dominant les confluents de la Jonte avec la Brèze et le Béthuzon. Une campagne de fouilles, menée dans les années 1980 au quartier du Claouset, a permis d'identifier un groupe d'habitations situé autour d'un monument public (temple ou basilique civile ?). Cet ensemble gallo-romain est datable du Ier siècle. D'autres vestiges de la même époque jalonnent également la région. Les vallées de Meyrueis constituent ensuite la limite nord-ouest de la civitas (territoire administratif puis diocèse) de Nîmes.

### La naissance d'une baronnie
À la chute de l'Empire romain, la région de Meyrueis est incluse dans le royaume des Wisigoths. Au VIIIe siècle, lors de l'invasion musulmane en Espagne, ce royaume disparaît ; sa partie gauloise, la Septimanie, un temps dominée par les Sarrasins, intègre l'Empire carolingien. Au Xe siècle, la puissante famille cévenole d'Anduze, descendante des derniers comtes wisigoths de Nîmes, règne sur toute la région. Meyrueis marque alors les frontières entre le Languedoc, auquel elle appartient, face aux comtés voisins du Gévaudan et du Rouergue. Dominant la cité d'une cinquantaine de mètres, le Rocher porte la forteresse d'origine carolingienne des barons de Meyrueis, de la branche cadette de cette maison d'Anduze. Meyrueis est également le siège d'une viguerie représentant localement le pouvoir vicomtal nîmois et s'étendant depuis le causse Méjean jusqu'à la haute vallée du fleuve Hérault. Au gré des mariages et des héritages, la baronnie et le château appartiennent ensuite successivement aux Roquefeuil-Anduze (1129), aux comtes de Rodez (1230), à ceux d'Armagnac (1298), aux ducs d'Alençon avant d'échoir en 1321 à la famille d'Albret.

### Une ville médiévale commerçante

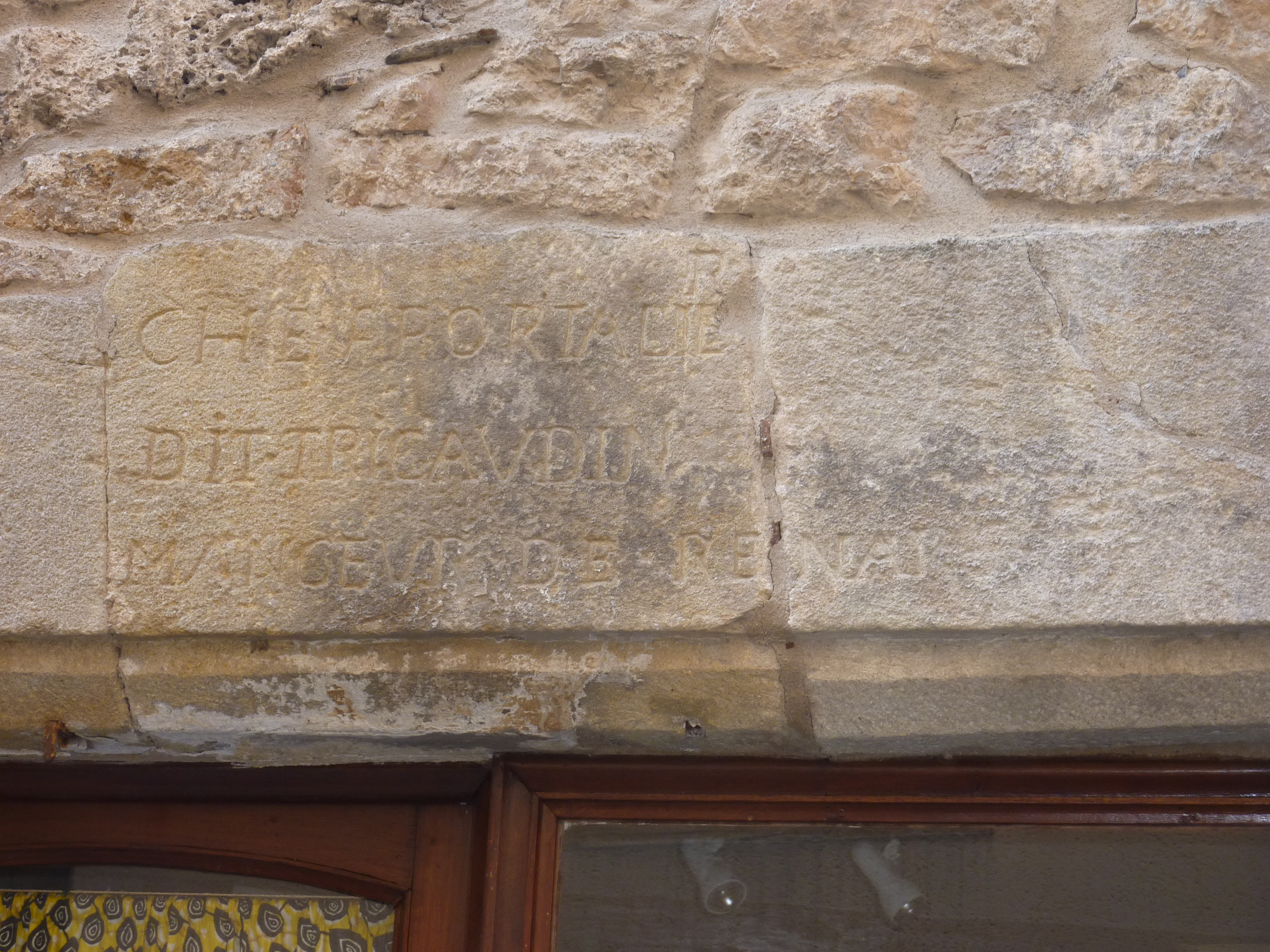
Maison Portalier, inscription : « ché Portalier dit Trigaudin mangeur de renard ».

Située entre Causses et Cévennes, étape sur une importante voie de commerce et de transhumance entre Auvergne et Bas-Languedoc (le camin ferrat), la cité devient, dès le Xe siècle, un lieu d'échanges. Ses trois foires annuelles, dont celle de la « Saint-Michel » qui dure dix jours fin septembre, et son marché hebdomadaire attesté dès 1033 attirent les négociants des trois provinces. Ces foules justifieraient l'existence de nombreuses auberges (dont la maison Portalier) ainsi que la présence d'un minuscule quartier juif : la Judarié. Le négoce porte sur les céréales, la laine, les bestiaux, les chevaux et mulets employés au transport des marchandises. L'importante foire de la « Saint-Michel » marque aussi localement le terme des paiements à crédit, des contrats d'embauche des bergers et autres salariés ainsi que celui des baux de fermage.

### La présence religieuse au Moyen Âge
Le camin ferrat, qui débouche au Pied de Ville après avoir franchi la Jonte sur le Pont-Vieux à dos d'âne, voit aussi passer de nombreux pèlerins, descendant du Gévaudan et du causse Méjean par la costo roumivo en direction de la grande abbaye languedocienne de Gellone (Saint-Guilhem-le-Désert). C'est que le tombeau de saint Guilhem et la relique de la « Sainte Croix » attirent les foules. Au début du XIe siècle, les barons de Meyrueis fondent sur ce chemin un petit prieuré sub-castral, de style roman et dédié à saint Pierre (v. 1034 ?). En 1042, les moines bénédictins de l'abbaye de Gellone le reçoivent en donation de Bermont de Sauve et de son frère, Almérade (Almeradus) d'Anduze,. En 1058, c'est au tour du puissant monastère Saint-Victor de Marseille de s'installer dans la vallée avec l'acquisition de Saint-Martin-des-Ayres (à un kilomètre à l'est de la ville).

### Les Hospitaliers

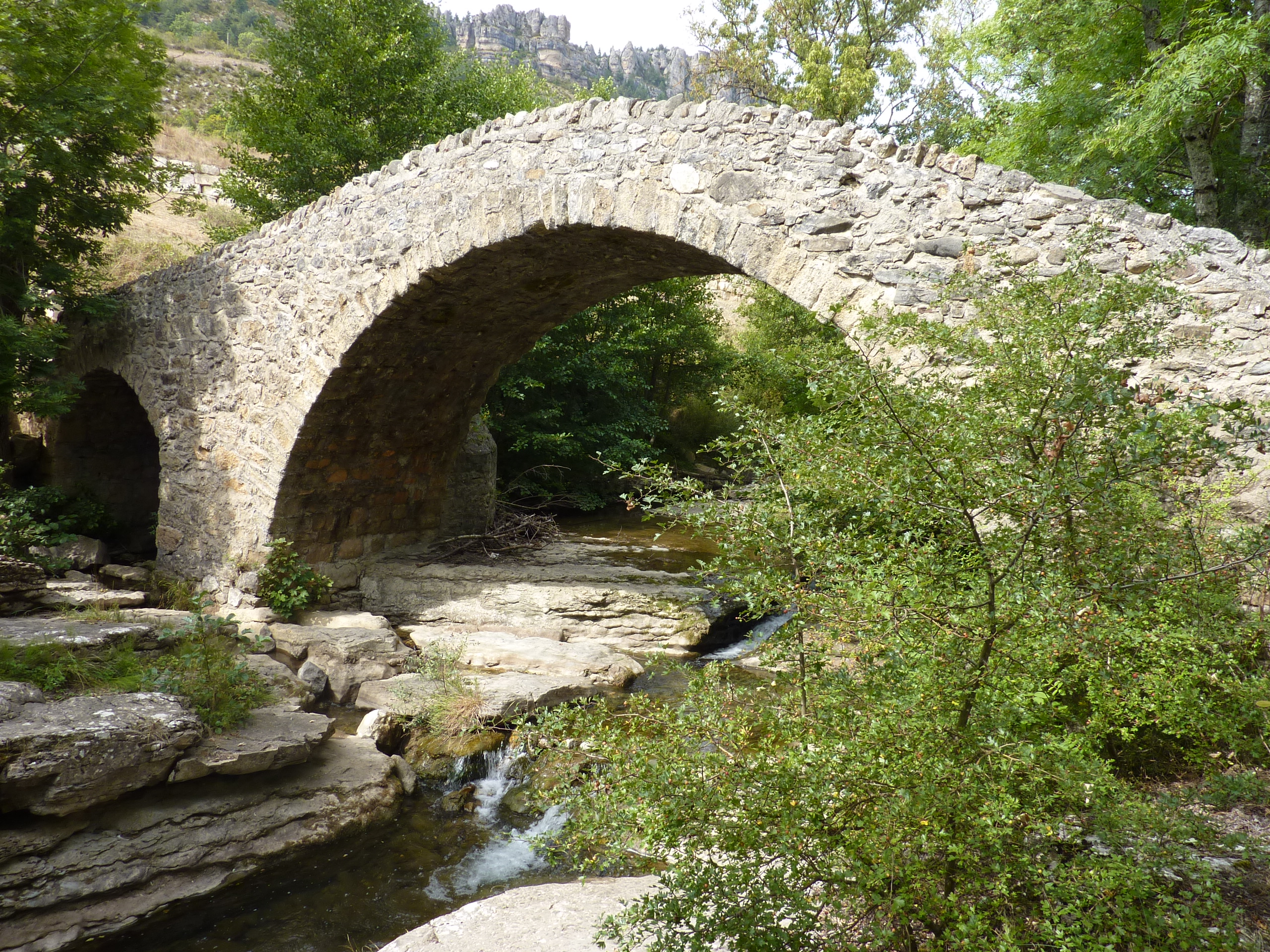
Le pont de Six Liards.

Au XIIe siècle, les Hospitaliers de l'ordre de Saint-Jean de Jérusalem fondent un hôpital et une église, dédiés à saint Jean. Possesseurs de grands domaines sur le causse Noir, ils créent également un moulin dans la cité auquel est adjoint le logis du commandeur. C'est aussi à cette période qu'est construit le pont de Six Liards (ce nom correspondant au montant de la redevance qui était demandée pour emprunter le pont).

### Une municipalité autonome (duXIIIeauXVesiècle)

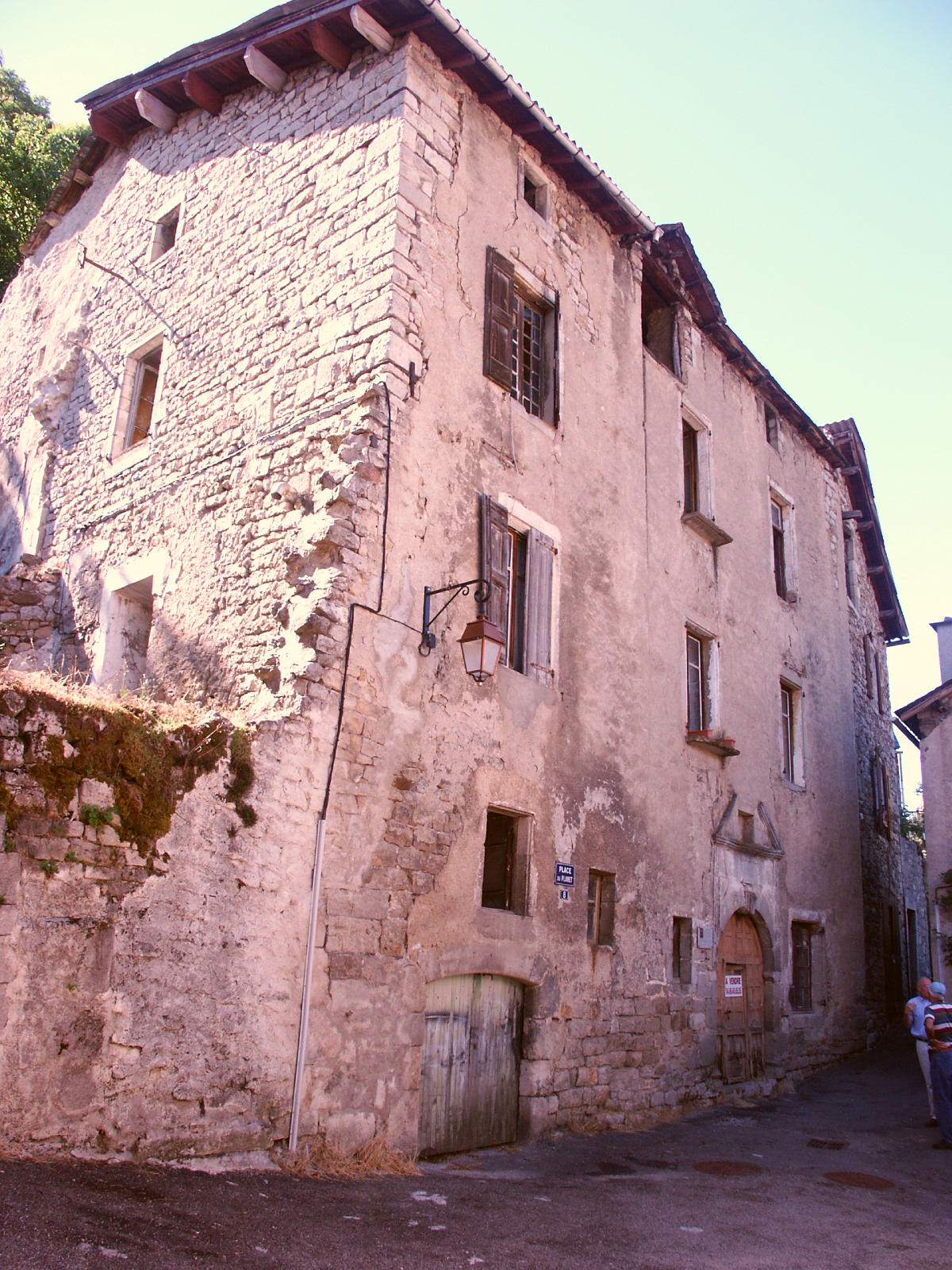
La maison des Consuls.

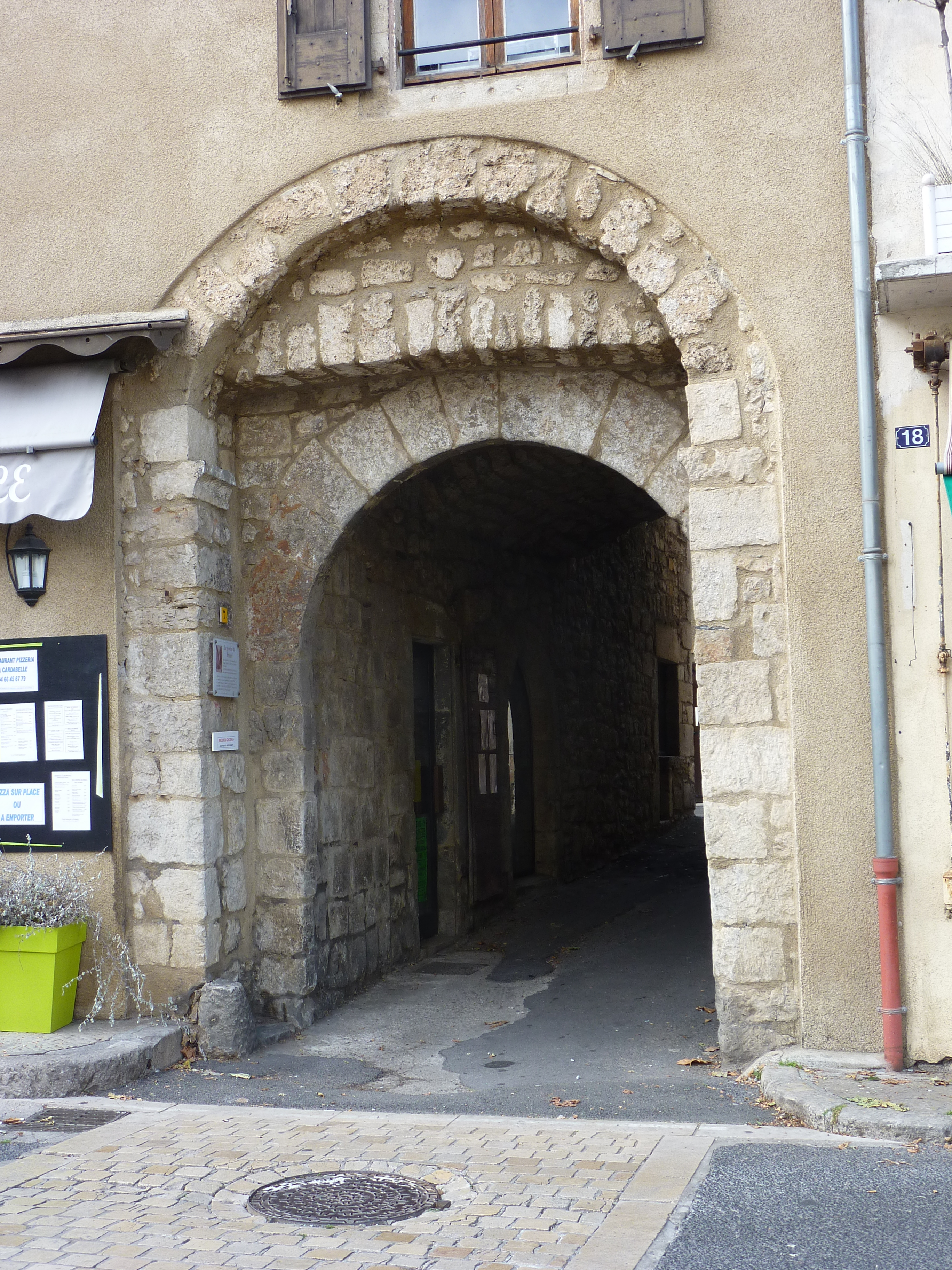
La porte Méjane.

En 1229, les bourgeois de la ville obtiennent de leur seigneur, le comtor Raymond II de Roquefeuil, une charte de franchises qui accorde une large autonomie à la cité : un sendic-majer (« syndic-mayeur »), assisté d'un conseil de treize membres, dirige la cité. Sur une petite place, le planet, un bâtiment abrite alors la « maison commune » (puis maison des Consuls) et un four banal oblige tout citoyen à verser une taxe municipale à chaque cuisson de pain. Des remparts ceinturent la ville ; ils sont percés de portes (porte du Pied-de-ville, porte Méjeane, porte du Prieuré, etc.). Une tour porte l'horloge communale au XIVe siècle. Économiquement, à côté de sa vocation de place d'échanges, Meyrueis devient un centre de travail de la laine à partir du XVe siècle. De nombreux cardeurs, tisserands et autres fileuses traitent les toisons des brebis caussenardes. À partir du milieu du XVe siècle, c'est par deux consuls que la municipalité est gérée. Malgré les soubresauts de la fin du Moyen Âge (croisade contre les Cathares, guerre de Cent Ans au cours de laquelle les routiers qui écument la région attaquent le château, pestes et famines, etc.), Meyrueis réussit à poursuivre son essor.

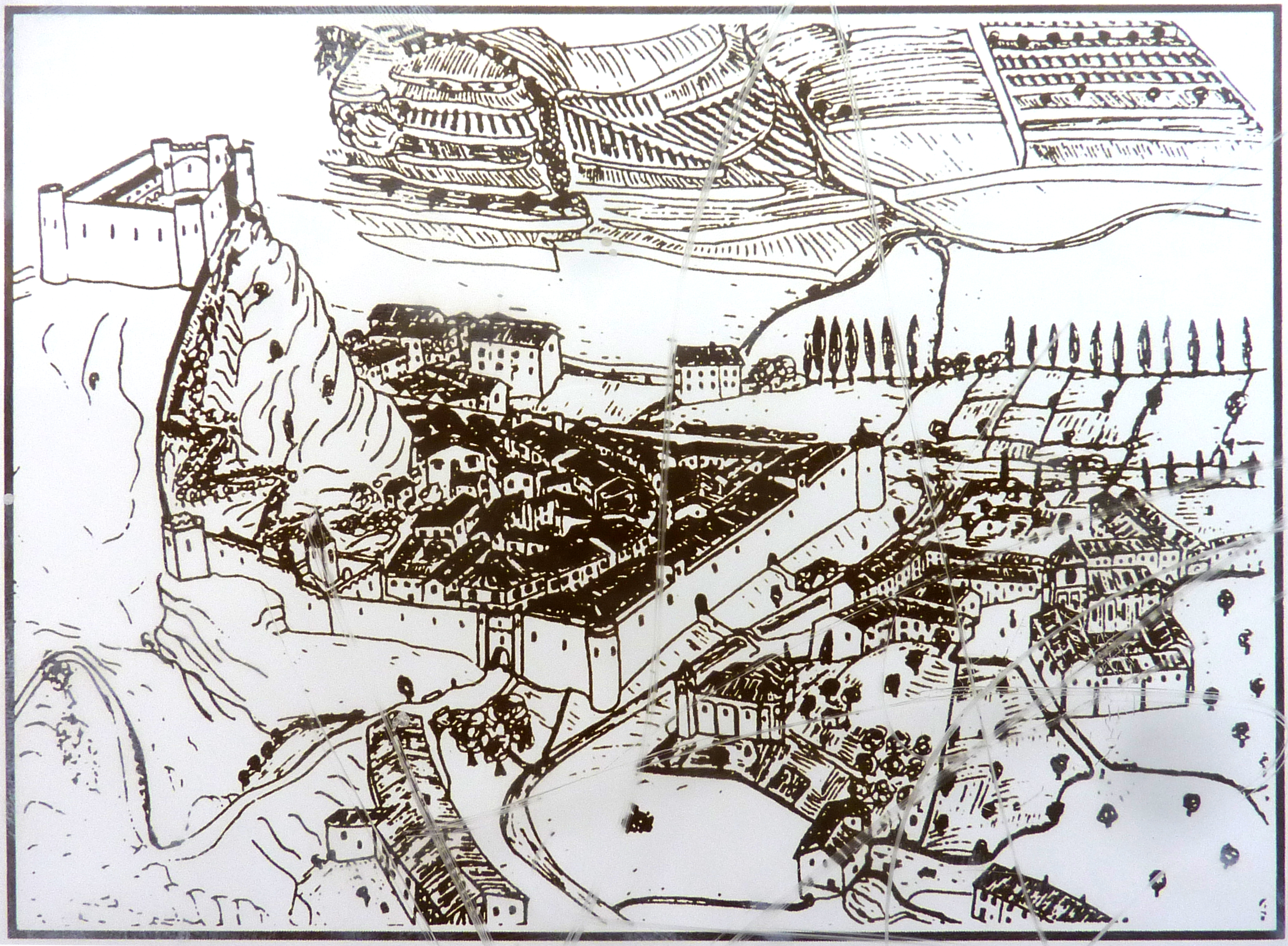
Meyrueis au XVe siècle.

### Les chapelleries et la réforme protestante (XVIesiècle)
Au XVIe siècle, une nouvelle profession émerge parmi les artisans de Meyrueis : les chapeliers. Ils produisent des couvre-chefs à partir d'un feutre issu d'un mélange de laine fine et de « bourrette de soie » (déchets nobles du filage des cocons). En 1521, la paroisse est temporairement rattachée à l'évêché de Vabres ; elle reviendra rapidement à celui de Nîmes. Dès le milieu du siècle, la ville languedocienne est acquise à la Réforme protestante. En 1559, les consuls décrètent l'adoption de la religion calviniste. Les conflits et convulsions religieuses dureront deux siècles. Au déclenchement des troubles, les communautés religieuses catholiques sont dissoutes et les églises ruinées (prieuré Saint-Pierre). La célébration du culte catholique est interrompue de 1560 à 1620. La population, qui dépasse alors les 2 000 habitants, est entièrement protestante. Un temple est construit dans la Grand'rue avant 1580 : vaste édifice quadrangulaire entouré de deux étages de tribunes, il peut accueillir près d'un millier de fidèles. Les remparts médiévaux sont aussi renforcés (tour de l'Horloge reconstruite en 1568). La charge de viguier royal (gouverneur du château et premier juge du tribunal) est alors détenue par la famille Pagès de Pourcarès qui détiendra par ailleurs la baronnie de Roquedols. Hérail de Pagès, surnommé le « capitaine Pourcarès », s'illustre comme chef de troupes protestantes au cours des batailles locales. Il en est de même avec les Galtier opérant depuis le prieuré d'Ayres, devenu un véritable château.

### La reconquête catholique (XVIIesiècle)
En 1607, Henri IV, qui a hérité du château de Meyrueis de sa mère, Jeanne d'Albret, unit ses possessions au domaine de la Couronne de France. Quelques années après, Jean Gély de Costelongue, lieutenant du viguier royal, réunit tous les titres et actes officiels de la baronnie de Meyrueis et les transcrit dans un registre : le Thalamus (1620). Avec la révolte des villes protestantes de l'Ouest et du Sud de la France contre le jeune roi Louis XIII, le château connaît son dernier siège en mai 1628. Le duc Henri de Rohan, chef militaire des révoltés, vient mettre le siège avec plusieurs milliers d'hommes devant le Rocher. Celui-ci, tenu par une garnison fidèle au roi, menace en effet l'insurrection de la ville. Au bout de trois semaines de blocus, les 130 soldats royaux du capitaine Régis capitulent, laissant le château aux mains du duc. Mais ce succès est de courte durée : le duc est défait en 1629. La paix d'Alès, si elle amnistie les rebelles, ordonne néanmoins la destruction de leurs fortifications. La démolition du château et des deux portes principales de la cité a lieu en 1632. Il faut cependant attendre le milieu du XVIIe siècle pour que la religion catholique se rétablisse définitivement. Vers 1655, l'évêque de Nîmes, Anthyme-Denis Cohon, dont dépendait alors la paroisse de Meyrueis, confie la restauration du culte catholique à une communauté de jésuites. Trois prêtres sont chargés de ramener à la foi des protestants qui constituent 90 % de la population. La vaste église Saint-Pierre, avec son couvent adjacent, est ainsi consacrée en 1663. Les pères jésuites créent également un collège dans l'ancien prieuré ; ils y reçoivent les fils de bonnes familles protestantes, placés là par les autorités en vue d'obtenir leur abjuration. La révocation de l'édit de Nantes en 1685, localement matérialisée par l'érection d'une croix de la « Révocation », voit la destruction du premier temple protestant édifié vers 1580. En 1694, pour mieux encadrer les huguenots cévenols nouvellement convertis, Louis XIV créé l'évêché d'Alès. Meyrueis devient le siège d'un des archiprêtrés de ce nouveau diocèse.

### Meyrueis auXVIIIesiècle
Tout au long du XVIIIe siècle, la communauté protestante de Meyrueis continue de mener une certaine résistance face aux persécutions royales (les dragonnades). De 1685 à 1791, des compagnies de dragons sont en garnison à Meyrueis où elles effectuent leurs manœuvres et exercices place du Champ de Mars (Pré Nouveau). D'ailleurs, la maison Joly de Morey rappelle l'histoire de cette famille de notables protestants issue d'un capitaine de Dragons ayant épousé Judith Vallat de Lisside qu'il était censé convertir au catholicisme. Subjugué par l'opiniâtre résistance de sa femme et de sa belle-famille, c'est finalement lui qui adopte la religion protestante : cela lui vaut la condamnation aux galères et l'exil à Genève. La guerre des Camisards affecte aussi la région entre 1702 et 1705 (prise du château d'Ayres). Une confrérie de pénitents blancs regroupe également quelques notables convertis de la cité. La prospérité économique de la ville se poursuit néanmoins grâce aux chapeliers, dont le nombre ne cesse de croître, et au négoce, notamment celui des bêtes de somme, très actif vers 1780. D'autres maisons de notables, négociants ou propriétaires terriens, marquent aussi les faubourgs de Meyrueis : la maison Maurin (ou Grande maison) de la fin du XVIIe siècle, la maison Cavalier, la maison de Thomassy, la maison Bragouse de Saint-Sauveur.. En 1760, la paroisse ne compte encore que 400 catholiques sur une population de presque 4 000 âmes (incluant tous les hameaux des environs). Pourtant, la situation religieuse s'apaise un peu à la fin du siècle : un presbytère protestant est bâti en 1783.

### La Révolution et la pacification religieuse (1789-1880)
La Révolution place Meyrueis-Ville – ainsi que l'éphémère municipalité de Meyrueis-Campagne (1793-1819) – dans le nouveau département de la Lozère (correspondant à l'ancienne province du Gévaudan), rompant ainsi des liens multi-séculaires avec la province du Languedoc. Elle en fait aussi un chef-lieu de district de 1790 à 1795. La paroisse dépend alors de l'évêque de Mende (concordat de 1803). En 1791, Michel Papel, curé depuis 1784 en remplacement de M. Malgloire, refuse de prêter le serment constitutionnel. Il quitte son poste en juillet 1792 pour prendre le chemin de l'exil. Arrivé à Aigues-Mortes, il rebrousse chemin, faute d'argent ou avec le désir de revenir vers ses paroissiens, et revient se cacher avec d'autres proscrits dans une caverne des gorges du Tarn (la « grotte des proscrits », à La Malène). Dénoncé, il est conduit à Mende, condamné et fusillé dans cette ville sur la place d'Angiran le 1er novembre 1794,. La même année, Meyrueis assiste à l'exécution de l'abbé Géraud Arnal, curé réfractaire de Saint-Pierre-des-Tripiers, mais surtout un des introducteurs en France du bateau à vapeur (1781) et inventeur d'un moulin à vapeur (Nîmes, 1783). En 1792, après la fuite du curé Papel, c'est François de Florit de la Tour qui, espérant devenir évêque, prête alors serment ; il abdique pourtant le 30 novembre 1793 afin de se marier. Sylvestre-Antoine Bragouse de Saint-Sauveur, né dans une famille meyrueisienne de nouveaux convertis, se réfugie dans sa ville natale lors des événements révolutionnaires ; il devient alors curé provisoire de la paroisse (1794). Nommé curé archiprêtre de la cathédrale de Mende en 1803, il est promis à un grand avenir épiscopal grâce à l'appui de Napoléon Ier. Jean Vernon, qui exerçait un ministère itinérant et clandestin déguisé en pelletier pendant la Terreur, lui succède à la cure de Meyrueis (1803-1805).
La liberté de culte incite les protestants de la cité à reconstruire un temple dès 1797. Il est le siège d'une des cinq églises consistoriales de la Lozère. Mal bâti, il est fermé en 1829 et démoli en 1836. Le temple octogonal actuel est édifié de 1837 à 1842. Meyrueis voit également la naissance en 1805 du théologien catholique Henry Maret. Professeur de théologie en Sorbonne (1841) puis évêque malgré l'opposition du Vatican (1860), il sera l'un des penseurs du courant progressiste qui amèneront l'Église catholique à accepter le modernisme et la République. Tout au long du XIXe siècle, par les mécanismes de la démographie et grâce à l'arrivée massive d'ouvriers caussenards embauchés dans l'industrie chapelière, la communauté catholique s'accroît jusqu'à devenir numériquement majoritaire. En 1857, l'église Saint-Pierre est agrandie. Les derniers vestiges du château sont détruits en 1875 et remplacés par la chapelle Notre-Dame du Rocher.

### La vie économique auXIXesiècle

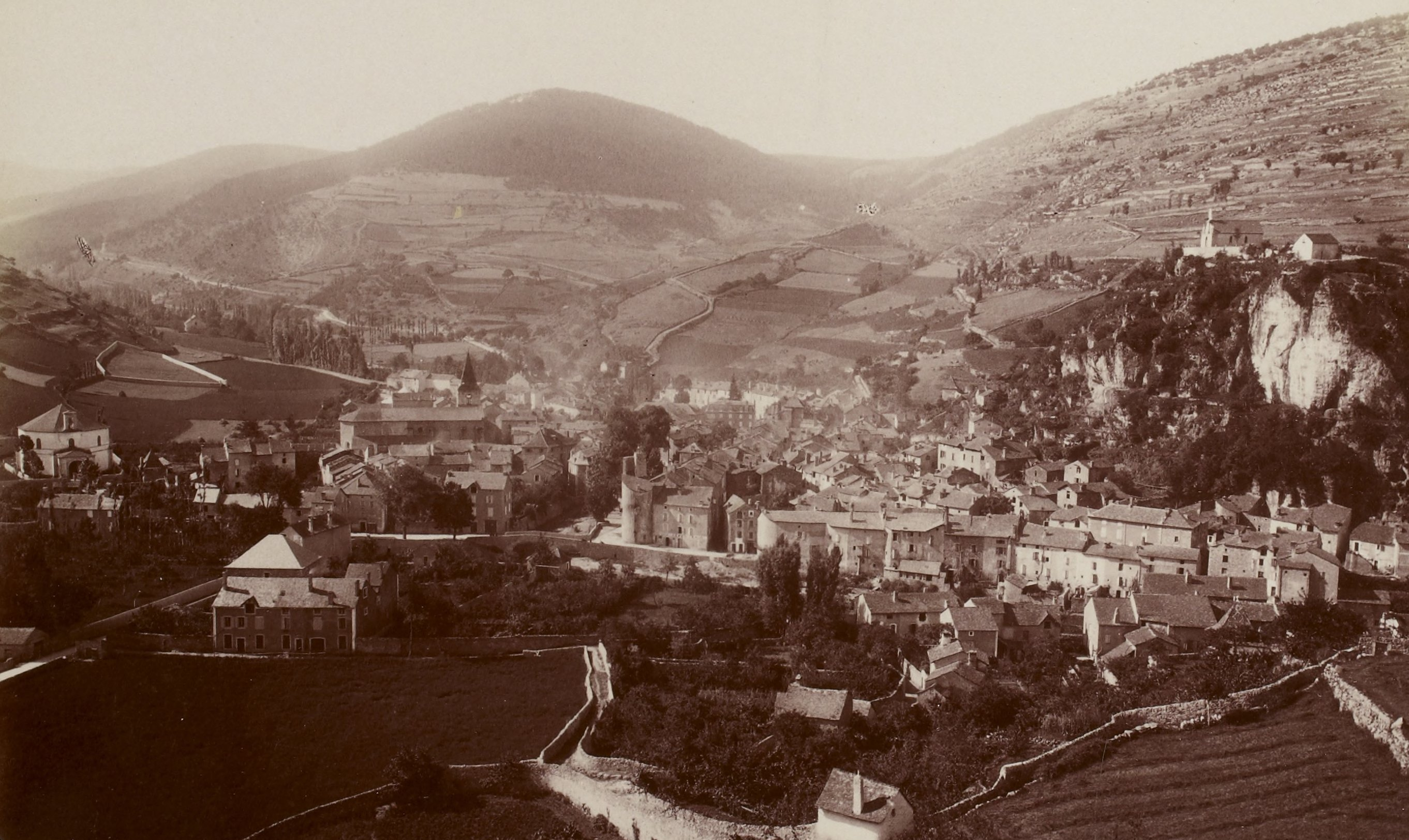
Vue générale de Meyrueis à la fin du XIXe siècle.

Le XIXe siècle voit l'apogée dans l'industrie, avec dix-sept chapelleries, quatre filatures de laine et de bourrette de soie, plusieurs tanneries (quai du Pont-Vieux), des moulins ainsi qu'un commerce actif et une multitude de petits métiers. Les chapeliers, notamment la chapellerie Veyrier, vendent leur production dans tout le Languedoc et en Provence (les gardians de Camargue affectionneront ce type de chapeaux, ainsi que le grand poète provençal Frédéric Mistral qui en portait toujours). La famille de Thomassy, qui a assis sa fortune sur le négoce de la laine et de la soie et sur l'exploitation de ses grands domaines agricoles (Causses, Montpellier), est une des plus riches et influentes de la contrée : elle exerce des pouvoirs municipaux. Il en est de même pour le baron de Roquedols qui exploite sa forêt. Le commerce est prospère : les foires et marchés continuent d'amener des foules. On compte 25 auberges ou cafés au XIXe siècle à Meyrueis. La halle est reconstruite en 1897 et abrite les mesures officielles et le poids public, garants de la sincérité des transactions.

### Le renouveau touristique après 1880
Pourtant, après 1880, l'isolement géographique aggravé par l'absence de voies de communication modernes (routes nationales ou chemin de fer) ainsi que le début de l'exode vers les grandes villes ont raison de ce dynamisme. Même les chapeliers sont vaincus par divers problèmes : raréfaction de la laine vers 1900 (les brebis laitières, en raison de l'essor de l'industrie du roquefort, supplantent les brebis lainières), concurrence de la casquette, absence de voies modernes. L'activité chapelière s'éteint en 1921. En 1932, avec la fermeture de la filature du moulin d'Ayres, dernière à produire des draps de cadis[Quoi ?], des couvertures et du fil à tricoter, c'est la fin de l'industrie textile dans le vallon de Meyrueis. Mais vers 1880 naît le tourisme. Sous l'impulsion d'Édouard-Alfred Martel, explorateur de la région et père de la spéléologie moderne et du Club cévenol, est créé en 1893 le syndicat d'initiative, ancêtre de l'actuel office de tourisme. L'hôtellerie et les voies de communication se développent. Le percement d'une route carrossable vers Millau par les gorges de la Jonte, commencé en 1840, est enfin achevé en 1875. Le Pont-Vieux devient alors l'entrée principale de la ville et le pont du XVIIe siècle est remplacé par un ouvrage au tablier métallique (1920). Dans ce quartier, le Grand Garage Malafosse (1927) abrite durant deux hivers les préparatifs de la Croisière jaune de Citroën. Les essais se déroulent sur les Causses qui présentent de nombreuses ressemblances avec les contrées d'Asie centrale, traversées par l'expédition.

### LesXXeetXXIesiècles
Les guerres du XXe siècle laissent quelques souvenirs à Meyrueis : monument aux morts du sculpteur Auguste Verdier (de Millau) érigé en commun avec Gatuzières au Quai (1920) ; place Jean-Séquier, un résistant meyrueisien mort en déportation ; plaque sur la maison de Claude Noguès, membre du maquis Bir-Hakeim tombé sous les balles allemandes. Avec la complicité de ses paroissiens, le pasteur Franck Robert accueille de nombreux proscrits et un autre homme du village, Jackie Fages, l'un des rares rescapés du combat de La Parade (28 mai 1944), lui aussi membre du maquis Bir-Hakeim. Par ailleurs, de 1940 à 1944, Meyrueis accueille le chantier de jeunesse no 19. Des jeunes y sont affectés pour un service de huit mois (en substitution au service militaire) et employés dans des travaux forestiers devant leur donner une éducation basée sur les principes pétainistes de la « Révolution nationale ». Dans le même temps, le château de Roquedols abrite des collections de musées nationaux ainsi que les services forestiers repliés depuis l'est du pays.
Aujourd'hui, le secteur d'activité touristique constitue la ressource principale de la cité, qui est devenue la première station du département de la Lozère en termes de capacité d'accueil. Après un déclin démographique marqué, les années 1990 connaissent une relative stabilisation. Quelques entreprises, plusieurs structures d'accueil (3e âge, handicapés) et deux collèges (collège public André-Chamson et collège privé Sainte-Marie) procurent des emplois qui permettent à Meyrueis d'envisager l'avenir sous un jour plus serein.

## Politique et administration

### Rattachements administratifs et electoraux
Les communes de Meyrueis-Ville et Meyrueis-Campagne, municipalité regroupant des hameaux environnant l'ancienne cité, toutes deux créées au début de la Révolution française, appartinrent d'abord au district de Meyrueis de 1790 à 1795 avant d'être rattachées à l'arrondissement de Florac à partir de 1801. En 1819, ces deux municipalités sont réunies en une seule commune : Meyrueis. Au niveau cantonal, cette commune a été le chef-lieu du canton de Meyrueis jusqu'en 2015.

### Liste des maires
| Période                                  | Période      | Identité               | Étiquette | Qualité                                                                                               |
| ---------------------------------------- | ------------ | ---------------------- | --------- | --- |
| Les données manquantes sont à compléter. |              |                        |           | |
|                                          |              |                        |           | |
| 1888                                     | 1899         | Gonzague Delapierre    |           | Notaire Conseiller général du canton de Meyrueis (1892-1898)                                          |
|                                          |              |                        |           | |
|                                          |              | Gabriel Dol            |           | Rentier Conseiller général du canton de Meyrueis (1904-1919)                                          |
|                                          |              |                        |           | |
|                                          |              | Joseph Fages           |           | Pharmacien Conseiller général du canton de Meyrueis (1928-1940)                                       |
|                                          |              |                        |           | |
| 1956                                     | 1965         | Marcel Védrines        | Rad.      | Hôtelier Conseiller général du canton de Meyrueis (1951-1958)                                         |
|                                          |              |                        |           | |
| 1996                                     | 2001         | Jean-Paul Pottier      | UMP       | Notaire Président du conseil général (1998-2004) Conseiller général du canton de Meyrueis (1976-2008) |
| 2001                                     | 2014         | Denis Bertrand         | PS        | Conseiller général du canton de Meyrueis (2001-2014)                                                  |
| mars 2014                                | juillet 2020 | Jean-Charles Commandré | SE        | |
| juillet 2020                             | En cours     | René Jeanjean          |           | |

### Jumelages
- Sacré-Cœur (Canada)

## Population et société

### Démographie

#### Évolution démographique
L'évolution du nombre d'habitants est connue à travers les recensements de la population effectués dans la commune depuis 1793. Pour les communes de moins de 10 000 habitants, une enquête de recensement portant sur toute la population est réalisée tous les cinq ans, les populations de référence des années intermédiaires étant quant à elles estimées par interpolation ou extrapolation. Pour la commune, le premier recensement exhaustif entrant dans le cadre du nouveau dispositif a été réalisé en 2005.

En 2022, la commune comptait 778 habitants, en évolution de −6,6 % par rapport à 2016 (Lozère : +0,11 %, France hors Mayotte : +2,11 %).
| 1793  | 1800  | 1806  | 1821  | 1831  | 1836  | 1841  | 1846  | 1851  |
| ----- | ----- | ----- | ----- | ----- | ----- | ----- | ----- | ----- |
| 1 410 | 1 224 | 1 411 | 1 993 | 2 092 | 2 199 | 2 005 | 2 045 | 2 186 |

| 1856  | 1861  | 1866  | 1872  | 1876  | 1881  | 1886  | 1891  | 1896  |
| ----- | ----- | ----- | ----- | ----- | ----- | ----- | ----- | ----- |
| 2 074 | 1 995 | 1 949 | 1 977 | 1 874 | 1 790 | 1 894 | 1 632 | 1 526 |

| 1901  | 1906  | 1911  | 1921  | 1926  | 1931  | 1936  | 1946  | 1954  |
| ----- | ----- | ----- | ----- | ----- | ----- | ----- | ----- | ----- |
| 1 487 | 1 614 | 1 526 | 1 164 | 1 119 | 1 040 | 1 081 | 1 045 | 1 033 |

| 1962  | 1968  | 1975 | 1982 | 1990 | 1999 | 2005 | 2006 | 2010 |
| ----- | ----- | ---- | ---- | ---- | ---- | ---- | ---- | ---- |
| 1 110 | 1 007 | 924  | 908  | 907  | 851  | 909  | 904  | 825  |

| 2015 | 2020 | 2022 | - | - | - | - | - | - |
| ---- | ---- | ---- | - | - | - | - | - | - |
| 838  | 794  | 778  | - | - | - | - | - | - |

#### Pyramide des âges
La population de la commune est relativement âgée. En 2018, le taux de personnes d'un âge inférieur à 30 ans s'élève à 21,1 %, soit un taux inférieur à la moyenne départementale (29,7 %). À l'inverse, le taux de personnes d'un âge supérieur à 60 ans (45,1 %) est supérieur au taux départemental (32,5 %).
En 2018, la commune comptait 411 hommes pour 410 femmes, soit un taux de 50,06 % d'hommes, supérieur au taux départemental (49,96 %).
Les pyramides des âges de la commune et du département s'établissent comme suit :
| Hommes | Classe d’âge | Femmes |
| ------ | ------------ | ------ |
| 2,0    | 90 ou +      | 7,9    |
| 12,6   | 75-89 ans    | 15,4   |
| 28,5   | 60-74 ans    | 23,9   |
| 18,3   | 45-59 ans    | 20,2   |
| 14,6   | 30-44 ans    | 14,4   |
| 9,6    | 15-29 ans    | 7,6    |
| 14,3   | 0-14 ans     | 10,6   |

| Hommes | Classe d’âge | Femmes |
| ------ | ------------ | ------ |
| 1      | 90 ou +      | 2,8    |
| 9,1    | 75-89 ans    | 11,8   |
| 21,6   | 60-74 ans    | 21,1   |
| 21,5   | 45-59 ans    | 20,2   |
| 16,3   | 30-44 ans    | 15,9   |
| 15,5   | 15-29 ans    | 13,6   |
| 15     | 0-14 ans     | 14,6   |

### Littérature et sport
Meyrueis est le lieu de départ du Tour du mont Aigoual, une randonnée qui est l'évènement principal dans le livre De Renner de Tim Krabbé.

## Culture locale et patrimoine

### Lieux et monuments

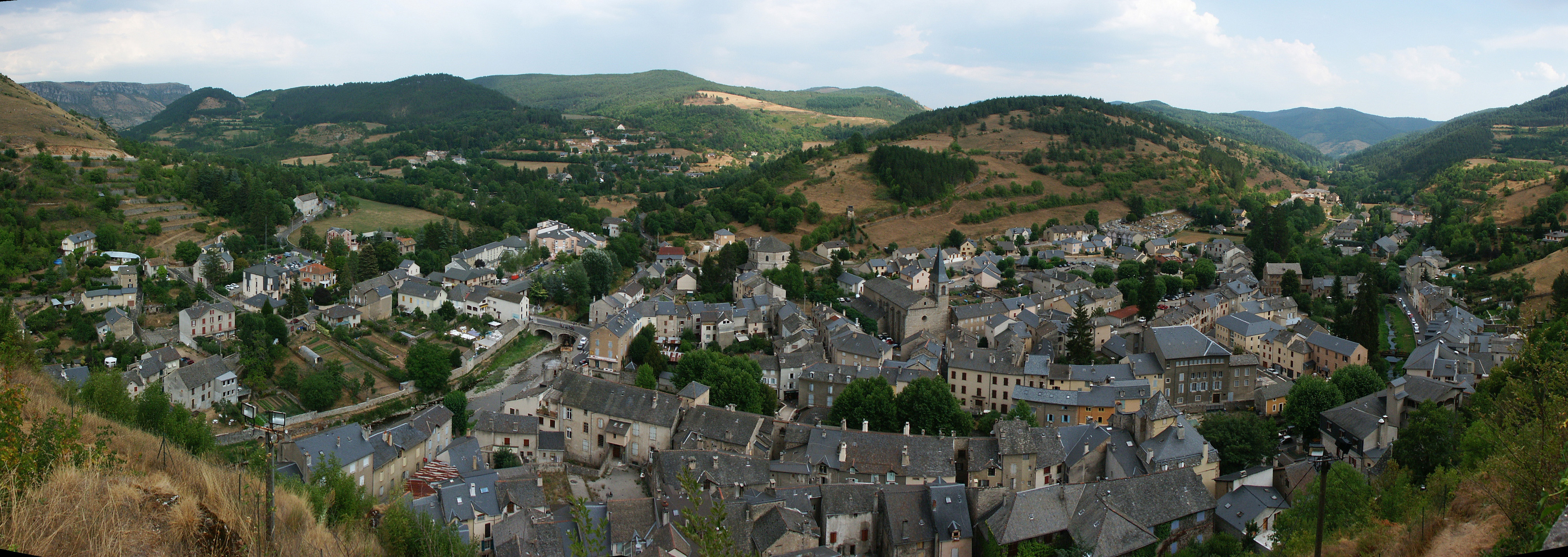
Panoramique de Meyrueis (depuis le Rocher).

#### Mégalithes
Témoignages du passé préhistorique de la région, sur le territoire communal ont été répertoriés quatre dolmens : le dolmen de 
l'Adrech, le dolmen de Costeguison, le dolmen du Mont-Domergue et le dolmen du Poux d'Arboussel, ainsi que de nombreux menhirs : le menhir de l'Adrech, les menhirs de la Barelle,
, les menhirs de Costeguison, les menhirs de la Garde,,, le menhir du Mas de la Font, les menhirs du Mont-Domergue,, le menhir de la Serre de la Rastou et la pierre des Trois Évêques.

#### Ancien château et chapelle Notre-Dame-du-Rocher
Ancien château de Meyrueis

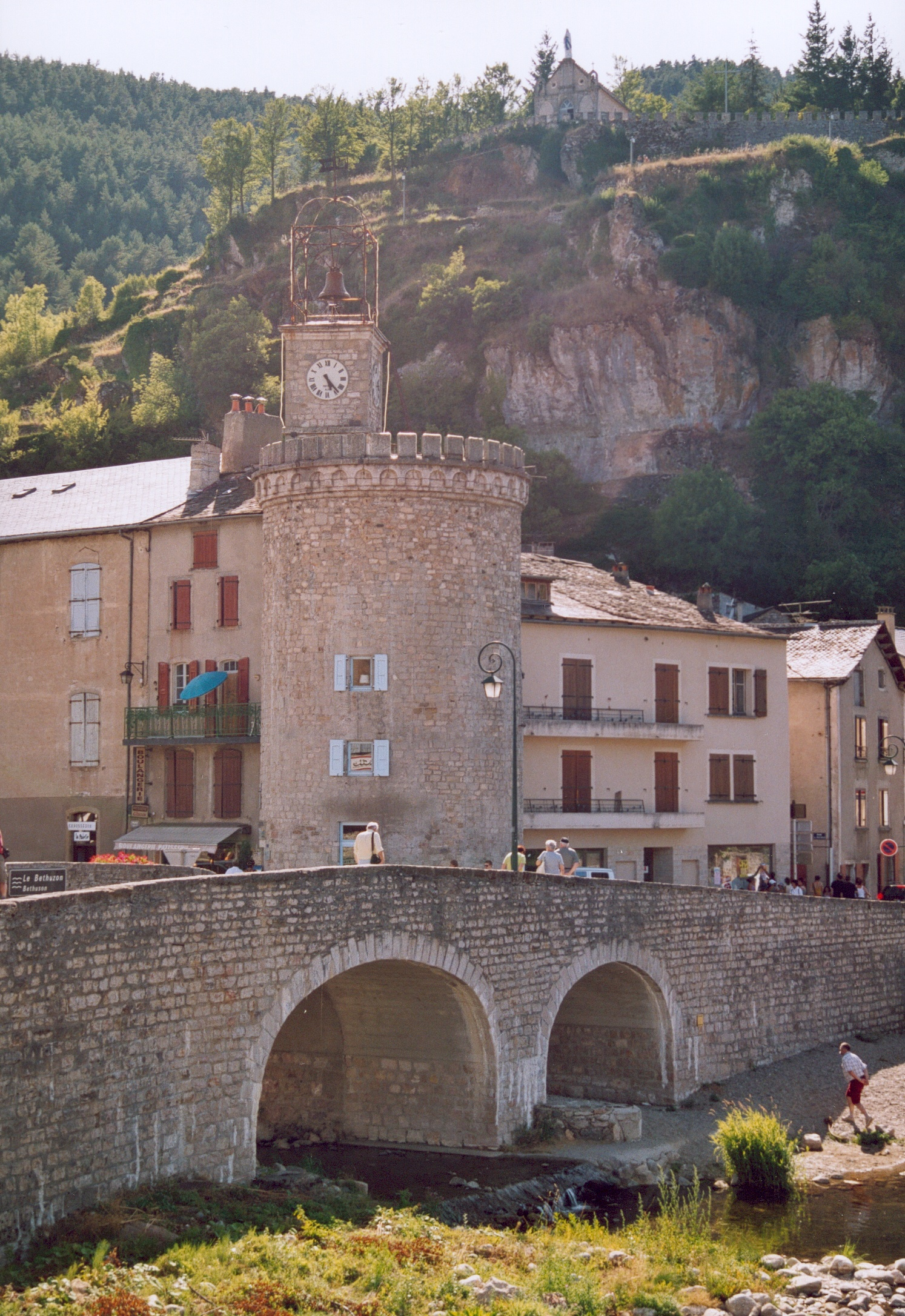
La tour de l'Horloge dominée par la chapelle Notre-Dame-du-Rocher (site de l'ancien château).

L'ancien château médiéval de Meyrueis, d'origine carolingienne, était situé sur le rocher dominant de 70 mètres la ville. Siège d'une viguerie qui s'étendait du causse Méjean jusqu'à la haute vallée du fleuve Hérault, ce château appartenait dès le Xe siècle à la famille d'Anduze, qui se titrait comtor (baron) de Meyrueis. Une autre lignée issue de cette famille, les Roquefeuil détint la baronnie jusqu'en 1230, date où elle passa par mariage aux comtes de Rodez. En 1283, les comtes d'Armagnac en héritèrent. Transmise en 1497 aux ducs d'Alençon, la baronnie entra en 1527 dans le patrimoine de la famille d'Albret par le mariage de la  veuve de Charles IV d'Alençon, Marguerite d'Angoulême, avec Henri II d’Albret, roi de Navarre. Leur fille, Jeanne d'Albret, reine de Navarre, légua le château à son fils Henri de Bourbon, qui, devenu Henri IV, unit ses possessions au domaine de la Couronne de France (1607).
Plusieurs fois attaqué pendant la guerre de Cent Ans par les routiers qui écumaient la région, le château de Meyrueis, ville protestante d'un Languedoc en conflit avec le jeune roi Louis XIII, vécut son dernier siège en 1628. Le duc Henri II de Rohan, chef militaire des révoltés, vint mettre le siège avec plusieurs milliers d'hommes devant le château en mai 1628. Celui-ci, tenu par une garnison fidèle au roi, menaçait la ville en révolte. Au bout de trois semaines de blocus, les 130 soldats royaux du capitaine Régis capitulèrent, laissant le château aux mains du duc. Mais ce succès fut de courte durée. En 1629, Rohan fut défait et le roi put sceller la paix par la « Grâce d'Alès ». Cet édit, donné en 1630, amnistiait les rebelles mais ordonnait la destruction de leurs fortifications. La démolition du château et des deux portes principales de la cité eut lieu en 1632.
Chapelle Notre-Dame-du-Rocher

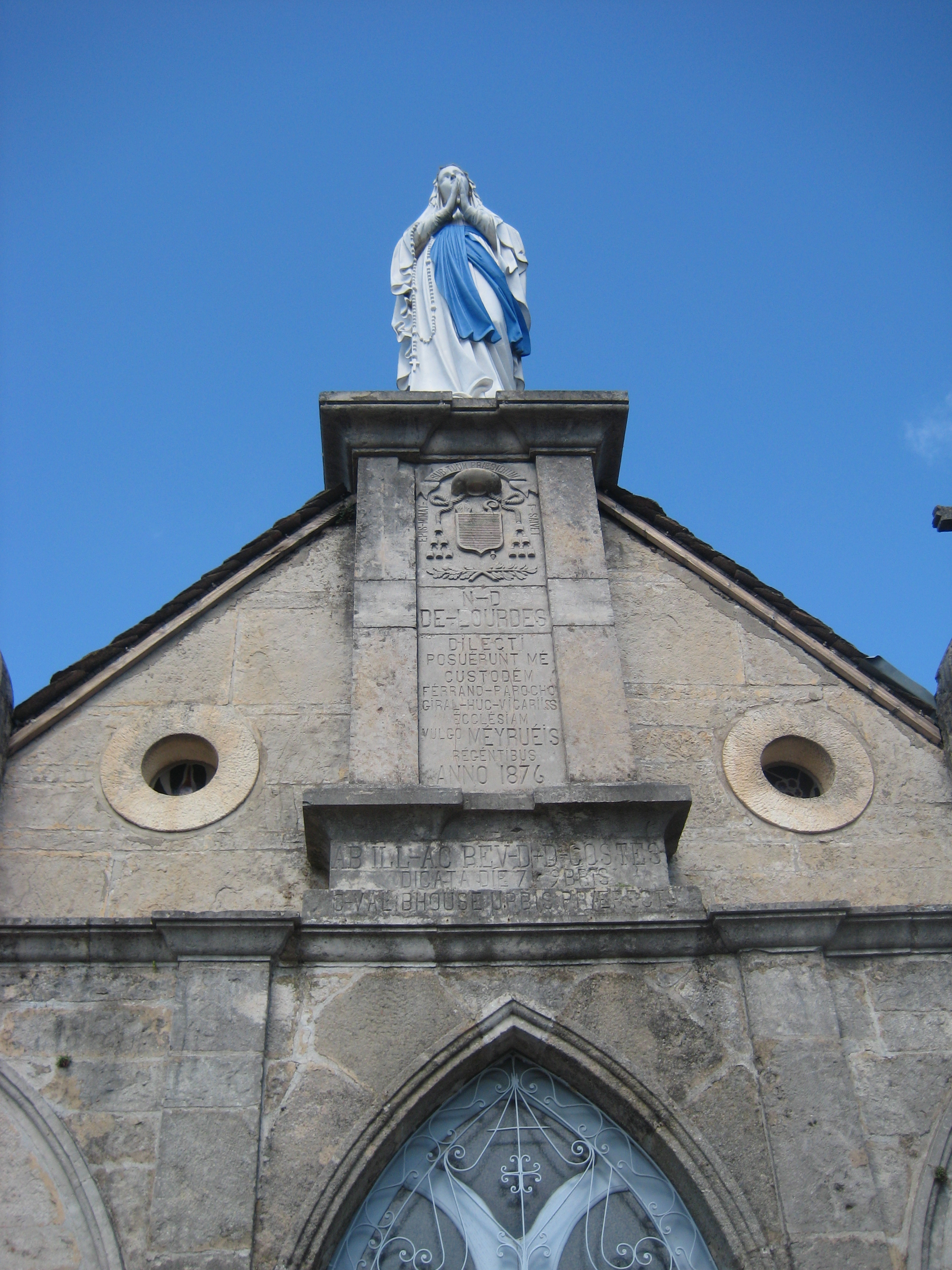
Statue Notre-Dame-du-Rocher.

Les derniers vestiges importants du château furent détruits en 1875, lors de la construction de la chapelle Notre-Dame-du-Rocher qui occupe aujourd'hui l'emplacement du fort. Cette chapelle est l'objet de deux pèlerinages annuels, le dernier dimanche de mai et le 15 août.

#### Vestiges des fortifications et tour de l'Horloge
La ville de Meyrueis conserve des vestiges de ses fortifications. Deux portes des remparts ont subsisté à la destruction de 1632. La porte Méjeane (du milieu) et le portail du Prieirou (prieuré) donnent toujours accès au quartier médiéval, appelé « la Ville », et qui contient quelques traces du quartier juif (Judarié) ou du premier temple protestant (XVIe siècle) ainsi que la maison des Consuls sur le planet.
La tour de l'Horloge, reconstruite en 1568 sur des bases médiévales, cantonne l'enceinte au confluent de la Jonte et du Béthuzon. Restaurée après un incendie en 1897, cette tour porte l'horloge communale depuis le XIVe siècle. Un campanile de ferronnerie la surmonte. Il renferme une cloche de belles proportions (585 kg), datée de 1634. Achetée à mi-frais par la municipalité et l'église protestante, elle servait à marquer les heures, convoquer le conseil communal, donner l'alerte et, jusqu'en 1685, appeler les gens au culte. Elle rythme toujours les heures de la ville. La tour abrite dorénavant l'office de tourisme.

#### Église Saint-Pierre

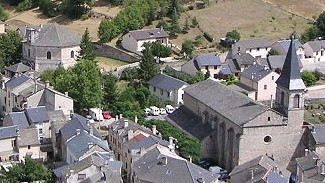
Temple protestant et église Saint-Pierre.

L'église Saint-Pierre fut édifiée en 1663 par l'ordre des jésuites à la demande de Cohon, évêque de Nîmes, qui cherchait à rétablir le culte catholique à Meyrueis. Elle est bâtie sur l'emplacement d'une autre église de style roman, détruite pendant les guerres de Religion du XVIe siècle. Certaines pierres du vieux château détruit en 1632 auraient été utilisées pour sa construction. Ce sanctuaire est typique des églises de la Contre-Réforme catholique : vaste nef propice à la prédication, chapelles latérales (Notre-Dame du Rosaire et Saint-Joseph) donnant directement sur la nef centrale (et donc l'assemblée), chœur surélevé et aussi large que la nef de façon à être vu de tous les coins de l'église et à assurer la solennité des cérémonies. Saint-Pierre fut agrandie en 1857 par l'adjonction d'un chevet pentagonal de vastes proportions, de deux chapelles latérales supplémentaires (chapelles Saint-Roch et Notre-Dame de Bon Secours) et d'une tribune. À l'extérieur, la façade présente pour tout décor, un grand portail à pilastres sommé d'un tympan en courbe, surmonté d'un simple oculus. Un fronton triangulaire couronne l'ensemble, conférant à cette façade une austère beauté typique de l'architecture des jésuites. Un haut clocher, affublé en 1848 d'une flèche pyramidale disproportionnée en ardoise, en remplacement d'un toit-terrasse à balustrade, est accolé au sud de l'édifice. Il sert de transition avec l'ancien prieuré jouxtant le sanctuaire.

#### Temple protestant de Meyrueis

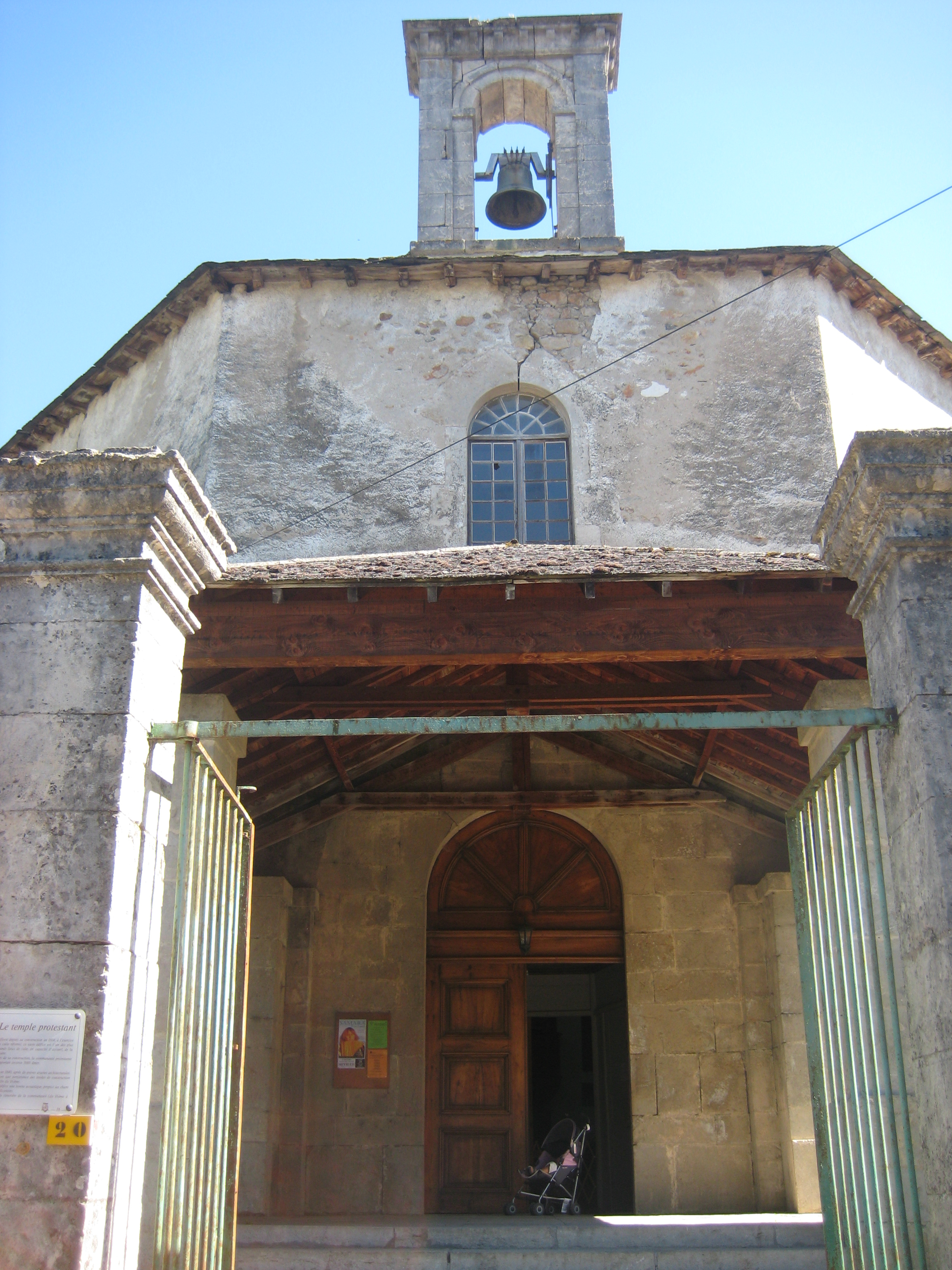
Le temple protestant.

##### Description
Le temple protestant, édifié entre 1837 et 1842, se présente comme une vaste rotonde octogonale, couverte d'un toit de lauzes à huit pans, précédée d'un parvis couvert et surmontée d'un petit clocher en arcade. À l'intérieur, l'espace pouvant accueillir 500 fidèles se répartit en un octogone couvert d'une coupole côtelée en lambris, circonscrit par une galerie à deux étages superposés, ajourée de larges fenêtres en plein cintre. De puissants piliers en bois soutiennent la coupole qui culmine à 18 mètres de hauteur. Les lignes sobres et élancées, les proportions équilibrées des volumes confèrent à l'ensemble une impression de belle harmonie. L'utilisation massive du bois procure à ce temple une excellente acoustique, qui est d'ailleurs recherchée par les artistes qui s'y produisent chaque année lors de concerts estivaux.
Comme dans tous les lieux de culte protestants, l'intérieur est très sobre. L'espace s'organise en hémicycle, centré sur une chaire monumentale en bois de noyer, fixée sur l'un des murs face à l'entrée principale et dominant le pupitre du chantre. Sur la « table sainte » sont déposées une bible ouverte tournée vers l'assemblée et une croix de bois. De part et d'autre de la chaire, des panneaux numérotés indiquent les cantiques chantés au cours du culte. Au-dessous, des bancs en demi-cercle accueillaient autrefois les « anciens » et les « diacres » siégeant au « consistoire », conseil élu par les fidèles pour administrer la communauté.

##### Historique
Dès 1797, la communauté protestante de Meyrueis entreprit au lieu-dit « la Glacière » l'édification d'un temple sur un terrain qui servait depuis le XVIe siècle de cimetière aux huguenots. Construit à l'économie, sans aide de l'État, ce lieu de culte ne donna jamais entière satisfaction. Sa rapide dégradation entraîna sa fermeture en 1829 puis sa démolition en 1836. À son emplacement, les entrepreneurs Martin et Pellet érigèrent un nouvel édifice suivant les plans de l'architecte Meynadier. Commencée en 1837, menée avec beaucoup de difficultés techniques, financières et administratives, la construction traîna jusqu'en 1842. Pendant cette période, pour célébrer le culte en hiver, la paroisse dut louer un petit local insalubre. À la belle saison, les cérémonies avaient lieu en plein air, dans le cimetière attenant au chantier. Enfin, en octobre 1842, le nouveau temple fut dédicacé. Il fallut encore quelques années pour les finitions : grilles et clôture du terrain en 1847, achat de la cloche en 1853. Le coût total de la construction dépassa les 30 000 francs de l'époque. Le cimetière fut désaffecté et transféré au cimetière communal en 1897.
Cet édifice, constituant un élément important de l'architecture protestante en Languedoc-Roussillon, est inscrit au titre des monuments historiques depuis le 24 septembre 2008, de même que le sol de l'ancien cimetière. Le temple fait l'objet d'une restauration importante depuis le début de l'année 2015 avec le soutien de la Fondation du patrimoine.

#### Maisons et hôtels particuliers
Meyrueis abrite quelques hôtels particuliers édifiés du XVIe au XVIIIe siècle grâce au florissant commerce de la laine :
- l'hôtel Bragouse de Saint-Sauveur, gouvernorat militaire,
- l'hôtel Cavalier,
- l'hôtel Gély de Costelongue,
- l'hôtel Joly de Morey,
- l'hôtel Maurin de Carnac, dit la Grande Maison,
- l'hôtel Michel du Bedos,
- l'hôtel Pagès de Pourcarès-Belon, dit la « maison du Viguier », (XVIe siècle) avec plusieurs fenêtres à meneaux remarquables[57],
- l'hôtel de Thomassy,
- l'hôtel de Valat.

#### Patrimoine industriel

##### Filature Vincent
Filature Vincent (filature de déchets de soie et de laine).
Bâtiment construit par Pierre Cabanel avec une clé de porte datée de 1833, il est vendu en 1843 à Pierre Vincent. Agrandi en 1844 et déclaré comme carderie de bourres de soie (1847), son activité est réduite en 1855 et il subit une reconversion au moins partielle vers la laine. Une partie de l'activité est alors transférée au moulin de Montblanc. L'exploitation, confiée à Florent Malzac, ne subsiste qu'au niveau artisanal jusque vers 1866. Vingt ans plus tard, l'édifice est transformé en 1886 en maison par Louis Vincent, futur préfet de l'Hérault. En 1902, un petit bâtiment est ajouté du côté est, en remplacement de l'ancienne chaufferie.
La partie principale du bâtiment à quatre niveaux, dont un de soubassement et un en surcroît, possède un toit à longs pans et des baies rectangulaires. La partie orientale (1902) est formée d'un bâtiment adossé, sans étage carré libre, mais avec seulement deux étages de soubassement, un toit en terrasse, une porte cochère et des fenêtres géminées au rez-de-chaussée en arc segmentaire. La surface du bâti est de 338 m2. Dans le détail, on rencontre dans cette ancienne filature une machine à vapeur de 6 chevaux datant de 1851 (rez-de-chaussée), deux salles de presses (6 et 16) et quatre baquets laveurs. Au premier étage, sont situées une salle avec 8 métiers mécaniques, une salle de 16 presses et un bureau. Au deuxième étage, se trouvent une chambre de contremaître, deux salles d'entrepôt industriel, une salle de magasin industriel. Enfin, un séchoir, ou étendage de frisons, est situé à l'étage de comble.

##### Clouterie Malzac
Clouterie Malzac puis filature Malzac, aussi appelée scierie Laporte ou scierie Saurin (clouterie, puis filature de déchets de soie, puis scierie).
Sur l'emplacement d'un établissement plus ancien ayant été abandonné, une maison et une fabrique de pointes sont construites en 1844 par Florent Malzac. En 1847, le bâtiment est agrandi et transformé en carderie de bourres de soie (avec 4 assortiments de 2 métiers à carder). Le logement, la remise et le stockage sont situés au rez-de-chaussée ; l'atelier à l'étage carré ; le comble sert de séchoir. L'ensemble est vendu en 1857 à Félix Laporte, négociant au Vigan et dont Malzac devient le fermier. Eugène Saurin, négociant à Marseille, rachète les bâtiments en 1866 et les transforme en scierie mécanique. L'énergie était alors fournie par une chute d'eau de 2 mètres de haut pour une puissance de 6 chevaux environ. Tout cet ensemble est ensuite déclassé en maison et bâtiment rural (1889) ; il est actuellement en ruine.
Situé au lieu-dit « Lucalous », sur le chemin de Roquedols, l'ensemble bâti sur 360 m2, comprend un bâtiment principal à un étage carré et un étage de comble, avec des élévations principales ordonnancées à trois travées, une pièce à usage de remise (ou d'écurie) avec porte cochère en plein cintre. Un bâtiment est annexé en rez-de-chaussée. Le toit est en tuiles creuses.

##### Moulin Berger
Moulin à farine, filature (de laine cardée), scierie dit Moulin Berger, puis Filature Fulcrand, puis Scierie Maurin.
Le moulin, attesté à l'Oustal de Jupiter (rue du Barry) lors de la réalisation du cadastre (1841), a certainement des origines plus anciennes. Il appartient alors à Jean-Baptiste Berger. Il passe ensuite à M. Maurin puis, par mariage, à M. Saurin. En 1869, ce moulin est transformé en filature de laine cardée (avec 4 assortiments de cardes et 144 broches de filature) dirigée successivement par Joseph Fulcrand, M. Bayle (1874) puis David Saumade (à partir de 1884, avec un seul assortiment de cardes). Le fils Saurin transforme la filature en scierie en 1902. L'activité cesse avant la Seconde Guerre mondiale ; le bâtiment est alors transformé en maison. La roue hydraulique verticale avec une chute de deux mètres (150 litres par seconde), construite en 1869, est détruite vers 1965. Les différents remaniements font que l'ensemble, bâti sur 275 m2, présente des mélanges de différents types de construction : baies diverses, toiture en tuiles mécaniques ou en lauzes de micaschiste...

##### Moulin de Montblanc
Moulin de Montblanc (moulin à farine et filature de laine cardée).
Moulin avec un étage de soubassement, un rez-de-chaussée et un étage en surcroît, construit en pierre avec des galets dominants et un enduit, il appartient à l'origine du cadastre (1841) à Philippe Manoël de Nogaret, du château d'Ayres. Implanté au bord de la Jonte, au lieu-dit la Plaine, il est cependant alimenté par un canal dérivant son affluent, la Brèze. Un moteur hydraulique de cinq chevaux est installé en 1855. Un métier à carder et à dégrossir de la fabrique Vincens est établi à côté du moulin la même année (1855). Selon une tradition orale, une filature est exploitée par Jean-Antoine Veygalier dans le bâtiment à un étage carré, bâti, lui, en galets avec des encadrements de calcaire. Il est situé de l'autre côté du chemin de la Brèze. En 1866, avec la fin de l'activité textile, le moulin ne fonctionne plus que pour la farine jusque vers 1940. Actuellement, ce moulin est restauré en maison. Au XXe siècle, le bâtiment de filature sert d'infirmerie vétérinaire, puis d'écuries et de remise. L'ensemble du moulin de Montblanc occupe 438 m2.

##### Moulin d'Ayres
Moulin d'Ayres, aussi appelé filature Laget ou filature Saumade (moulin à foulon, filature de bourres de soie et filature de laine cardée).
Ce moulin, probablement à farine, est attesté au XVIIIe siècle. Il appartenait aux Manoël d'Ayres dont le château est à 700 mètres au sud. Lors de l'établissement du cadastre (1841), c'est un moulin à foulon appartenant à Louis Laget. En 1849, il est transformé en carderie de bourre de soie, puis est progressivement reconverti en carderie de laine. La filature est alors dirigée par Benjamin Avesque, qui fait faillite en 1855, puis par David Saumade. Son fils rachète les bâtiments en 1860 puis les revend en 1892 à Louis Couderc qui assure le fonctionnement de la carderie de laine jusqu'en 1926.
La partie nord a un étage carré qui correspond, dans la partie est, à l'étage en surcroît (asymétrie du toit). L'ensemble, d'une superficie de 345 m2 est flanqué d'une tour ovale tronquée. Le moulin possède une roue hydraulique verticale à augets de 2 mètres de rayon avec chute d'eau de 2,30 mètres, trois métiers à dégrossir, quatre métiers de finissage et vingt presses à bras (1851). De 1881, il possède quatre cardes, un métier à 108 broches et un pot à fouler. Il existe également un fonds d'archives privées.

##### Chapellerie Veyrier
Chapellerie Veyrier (usine de chapellerie de feutre).
Hippolyte Veyrier, fabricant de chapeaux, construit son logement patronal en 1884, puis l'agrandit en 1887. L'usine de chapellerie est construite en face en 1904 pour remplacer l'ancien atelier situé dans le village. Les ateliers sont en pierre avec encadrement de brique. En 1929, l'ensemble (de 595 m2) passe à Henri Veyrier, industriel à Bruyères, dans les Vosges. La machine à vapeur est supprimée en 1943. Actuellement, le bâtiment d'atelier sert de gendarmerie et le logement patronal est une maison particulière.

#### Château de Roquedols
Le château de Roquedols, situé à deux kilomètres au sud de la ville, dans la vallée du Béthuzon, date de la première moitié du XVIe siècle. Il est inscrit au titre des monuments historiques depuis le 15 février 2012.

#### Château d'Ayres
L'ancien prieuré Saint-Martin des Ayres, situé près de la Jonte, à un kilomètre au nord-est de la cité, est transformé en château au XVIe siècle par la famille Galtier. Après avoir connu les vicissitudes des conflits religieux, le château d'Ayres est reconstruit par la famille Nogaret au XVIIIe siècle puis transformé en hôtel-restaurant de luxe au XXe siècle.

#### Patrimoine naturel
La commune à deux sites naturels classés :
- la grotte de Dargilan, site classé depuis le 21 juillet 1941, ouverte au public ;
- le site des gorges du Tarn et de la Jonte, classé depuis le 29 mars 2002 ; en effet, le territoire communal est traversé d'est en ouest sur une douzaine de kilomètres par la Jonte et par ses gorges, hautes par endroits de plus de 300 mètres.

### Personnalités liées à la commune
- Guillaume Ademar (Guilhem Ademar en occitan) (1190/1195–1217), fils d'un chevalier noble mais pauvre de Meyrueis, était un troubadour du Gévaudan.
- Sylvestre-Antoine Bragouse de Saint-Sauveur (1748-1825), 
évêque de Poitiers, né à Meyrueis.
- Henry Maret (1805-1884), ecclésiastique et théologien catholique, né à Meyrueis.
- Louis Laget (1821-1882), homme politique et préfet, né à Meyrueis.
- Robert Verdier (1910-2009), résistant et homme politique français, mort à Meyrueis.

### Héraldique
| Blason de Meyrueis | Blason  | D'azur au lion d'or, lampassé et armé de gueules, tenant de sa patte senestre une lettre M onciale d'argent. |
| Blason de Meyrueis | Détails | Citées pour la première fois en 1402 [acte de donation du sceau des Syndics par le comte d'Armagnac, baron de Meyrueis, in Thalamus recueil des actes de la ville de Meyrueis, 1620, archives municipales de Meyrueis], les armes de la ville de Meyrueis sont confirmées par un certificat d'authentification signé de Charles d'Hozier, garde général de l'Armorial de France en septembre 1697. Blason approuvé par délibération du conseil municipal, à une date inconnue. |